# Església de Santa Maria del Castillo
Santa María del Castillo és una església de culte catòlic a la petita localitat de Palència de Torremormojón, a Espanya. Fins als treballs de restauració de 1986 l'edifici es considerava com una obra del segle xvi amb guixeries renaixentistes i d'altres emmascaraments. Els estudis posteriors han demostrat que el temple es va anar conformant des de la segona meitat del segle xii passant per actuacions dels segles XIII, XIV, XV, XVI, XVII i XVIII. Té planta de tres naus dividides en sis trams, amb absis poligonal de cinc costats. Destaca en la seva estructura l'esvelta torre del romànic tardà que recorda pel seu aspecte les torres de Santa María la Antigua, a Valladolid, i la de l'església de Simancas. L'església té capelles interessants amb sepulcres de personatges il·lustres i mecenes de la vila i un retaule major amb escultures excepcionals dels artistes Juan Ortiz el Viejo, Juan de Valmaseda, Francisco Giralte i Juan de Cambray.
Va ser declarada Monument Històric Artístic Nacional al juliol de 1981.

## Descripció arquitectònica
La fàbrica va ser edificada amb pedra calcària extreta de pedreres properes. Va ser construïda i modificada al llarg dels segles, començant al segle xii i acabant amb l'afegitó de la capella barroca del segle xviii, sense comptar amb les últimes obres de restauració de l'any 1986. Es té coneixement escrit de quasi totes les obres realitzades, bé sobre la terminació de les parts principals, bé d'ampliació i reforma.
La seva planta consta de tres naus que estan dividides en sis trams. La nau central és la més antiga -de finals del segle xii i principis del segle xiii- i és més ampla que les laterals; es cobreix amb volta de canó apuntat. La seva capçalera és dels primers anys del XIII, d'estructura gòtica; es va cobrir al segle xiii amb volta de traceria gòtica, estant «tenentes» de la vila i castell la família dels Téllez de Meneses. Remata l'interior de l'edifici amb un absis poligonal de cinc costats, protegit en el seu exterior per contraforts disposats en les arestes de cada costat. La separació de les naus s'aconsegueix amb arcs formers, apuntats al costat nord i de mig punt al costat sud. Els pilars de sustentació són prismàtics al costat sud i composts, recolzats sobre podi circular, al costat nord. A finals del segle xiii i principis del XIV es van tancar les naus laterals amb voltes senzilles de creueria entre els arcs faixons, els nervis dels quals es recolzen en mènsules decorades amb caps i d'altres figures. Va ser aleshores quan es van elevar més els murs laterals, condicionant una galeria oberta amb peus drets que subjecten la teulada.

Interior i exterior de l'església de Santa Maria del Castillo
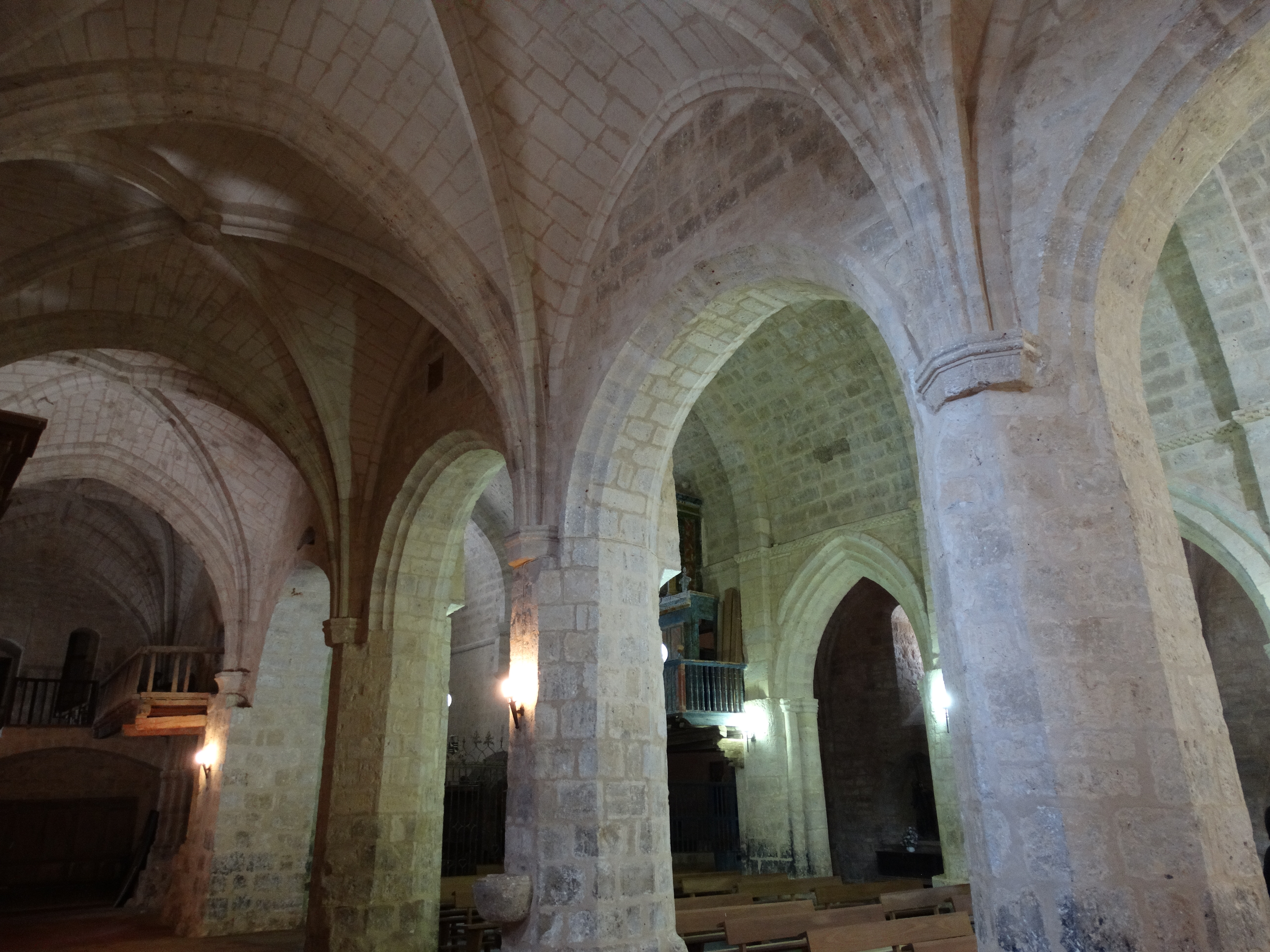
Nau lateral sud amb pilars prismàtics i arcs formers de mig punt.
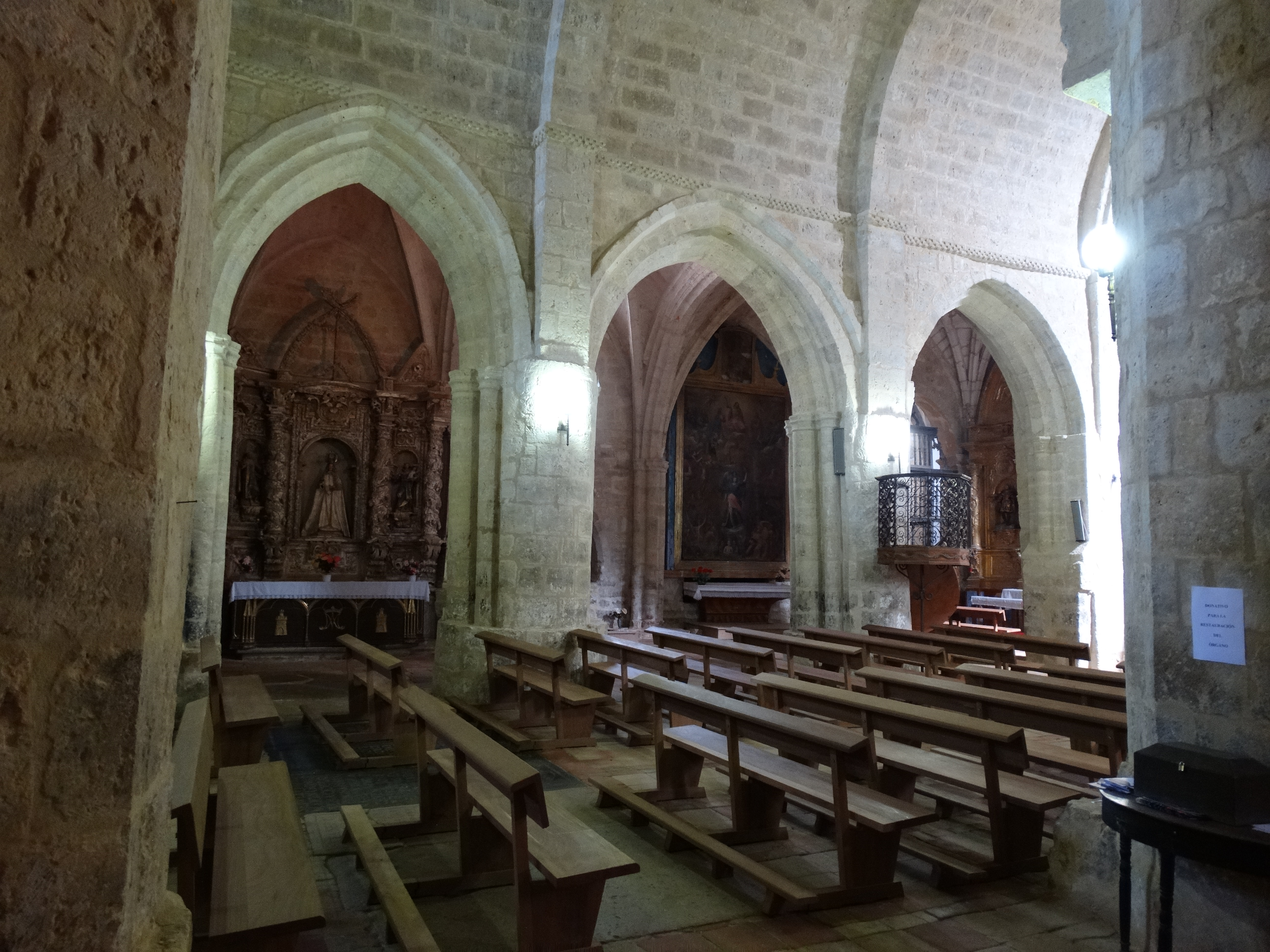
Arcs formers a la nau lateral nord.
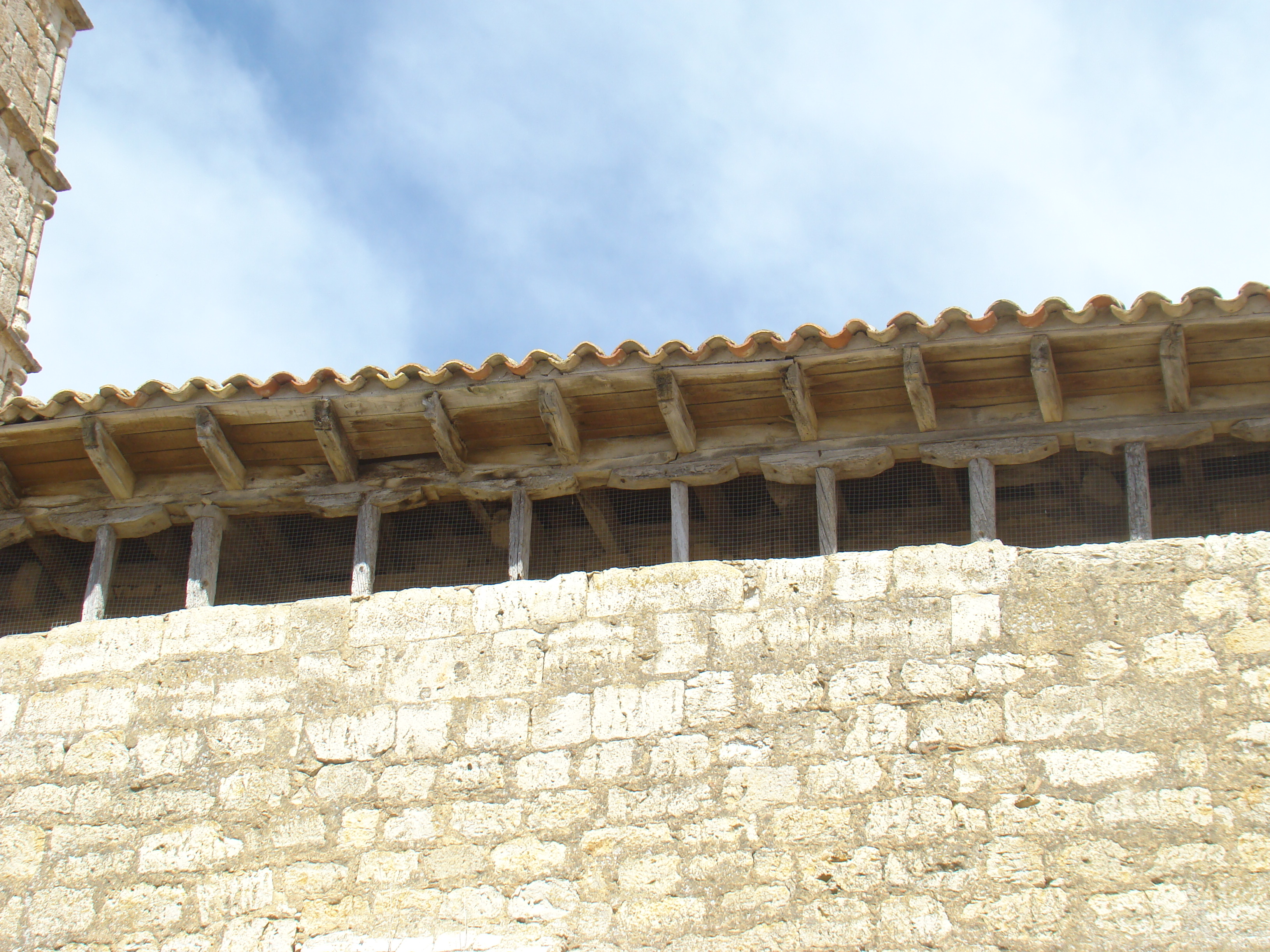
Acondicionament de una galeria oberta, amb peus drets que subjecten la teulada.

Al segle xiv es van fer més afegitons i reformes: l'últim tram de les naus laterals es va cobrir amb voltes amb tercelets i es va construir al costat de l'Epístola la capella de dos trams de la família de l'ardiaca Ubalde.

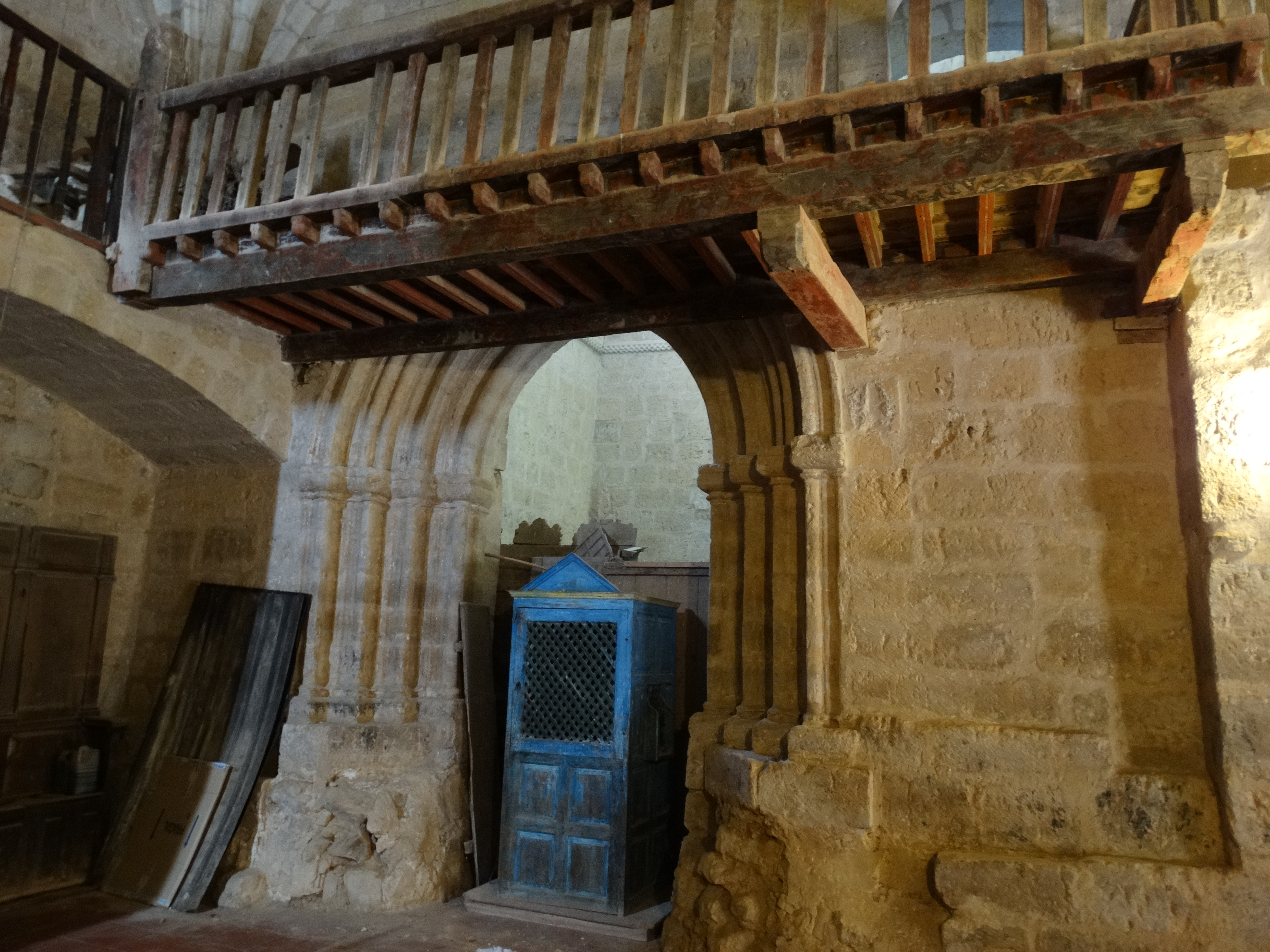
Porta descoberta durant les obres de 1986

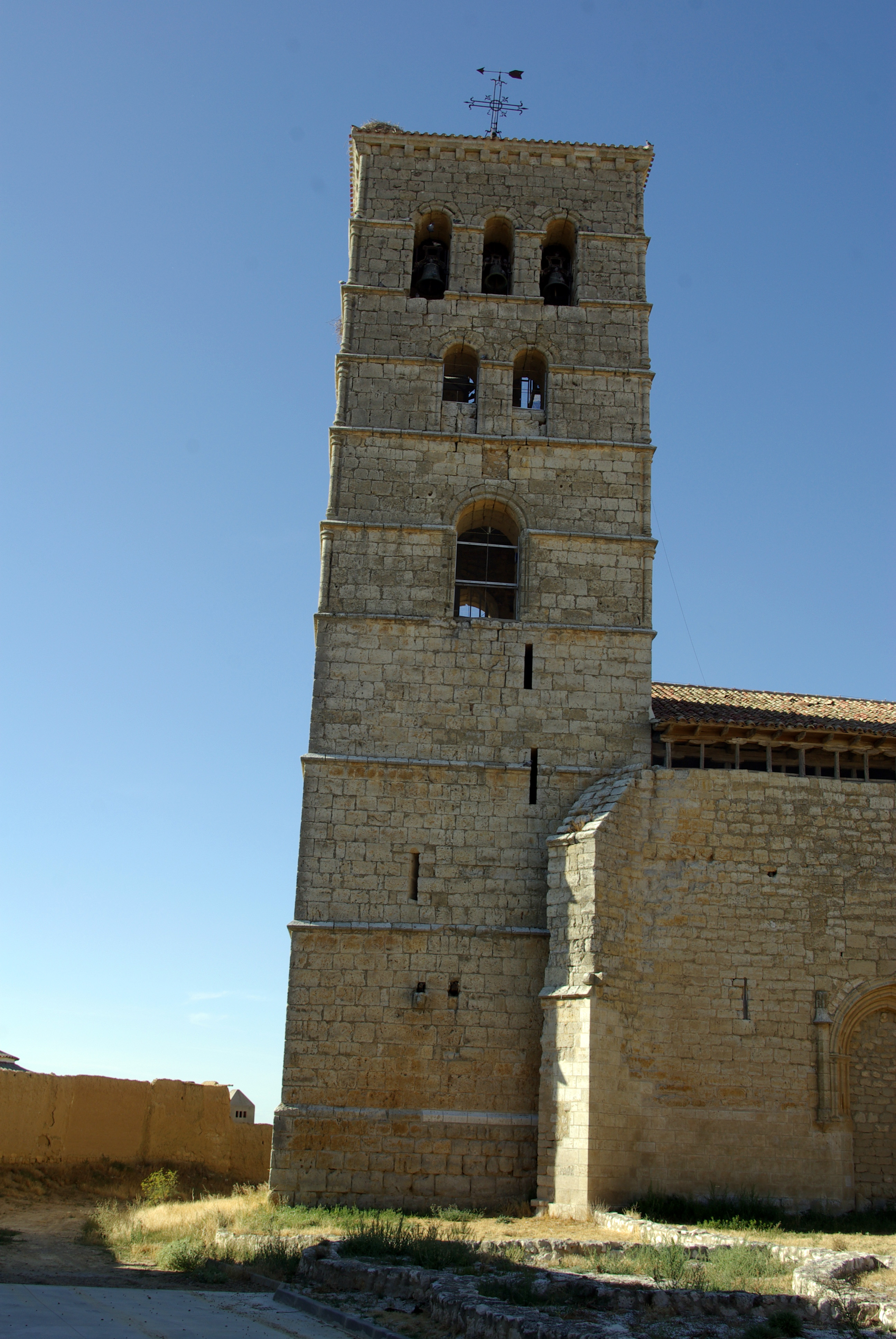
Torre romànica de sis cossos

A la segona meitat del segle xvi hi va haver reformes importants perquè es va voler donar al temple un aspecte més a la moda. Per fer-ho es va donar un estuc general amb guixeries renaixentistes a les voltes, al gust de l'època. Es van reformar els pilars donant-los una secció octogonal, que no tenien, estant aquest aspecte el que va fer que les generacions posteriors datessin erròniament l'estructura de l'església. Aquestes obres es van realitzar amb material de bona obra de pedra picada,-tots aquests elements o gran part d'ells van ser eliminats a l'última restauració de 1986-. Al segle xvii, es va construir la sagristia i al segle xviii la capella del creuer nord nomenada del Crist de la Creu.
Va tenir quatre portalades que poden apreciar-se, encara que tres d'elles estan cegades. La portalada cegada de la façana nord té tres arquivoltas apuntades amb bases i capitells prismàtics en força mal estat de conservació. La portalada i porta d'accés que s'utilitza està situada a l'altura del quart tram, a la façana sud. Tant aquesta com la propera de la mateixa façana que està cegada van ser obra de 1460. A l'interior pot veure's una portalada que es va descobrir als treballs de restauració de 1986. Comunica l'últim tram de la nau sud amb la nau central, pel baixcor. El seu estudi ha fet pensar que va ser una porta per entrar des del sud, abans que existissin els murs nous de la nau lateral. Sobre un sòcol, les seves quatre columnes sostenen les quatre arquivoltes de bossell.
La torre romànica de començaments del segle xiii s'alça adossada a la façana oest a la cantonada del sud. Té planta quadrada i s'eleva amb sis cossos, els tres primers massissos amb algunes sageteres. Als tres següents es van obrint a les seves cares finestres de mig punt, primer una, després dos per concloure amb tres a l'últim pis que és el de les campanes. En aquests tres últims trams estan adossades unes columnetes a les quatre cantonades. Cada cos està separat per una imposta molt ressaltada, imposta que es repeteix als tres últims com decoració a partir del salmer de l'arc, subdividint aparentment cada cos en dos. Se cobreix de quatre aiguavessos amb ràfec poc sortint.
Al plànol general de l'església s'obren dues capelles laterals que sobresurten en obra. La del costat de l'Epístola ocupa en superfície els dos trams de la nau. El primer tram es cobreix amb volta de tercelets del segle xv i claus de volta superposades del XVI. La segona capella té volta de creueria i corbats del XVI. És la capella que va fundar Juan García de Ubaldes, ardiaca de Cerrato i de Tierra de Campos, nascut a Torremormojón, que va servir de sepulcre habitual de la seva família, de la família Castro i de la família Velasco. Té adossada la sagristia, al racó format per l'absis. La capella del costat de l'Evangeli és del segle xviii amb decoració barroca.

## Capelles i altars

### Capella major i retaule

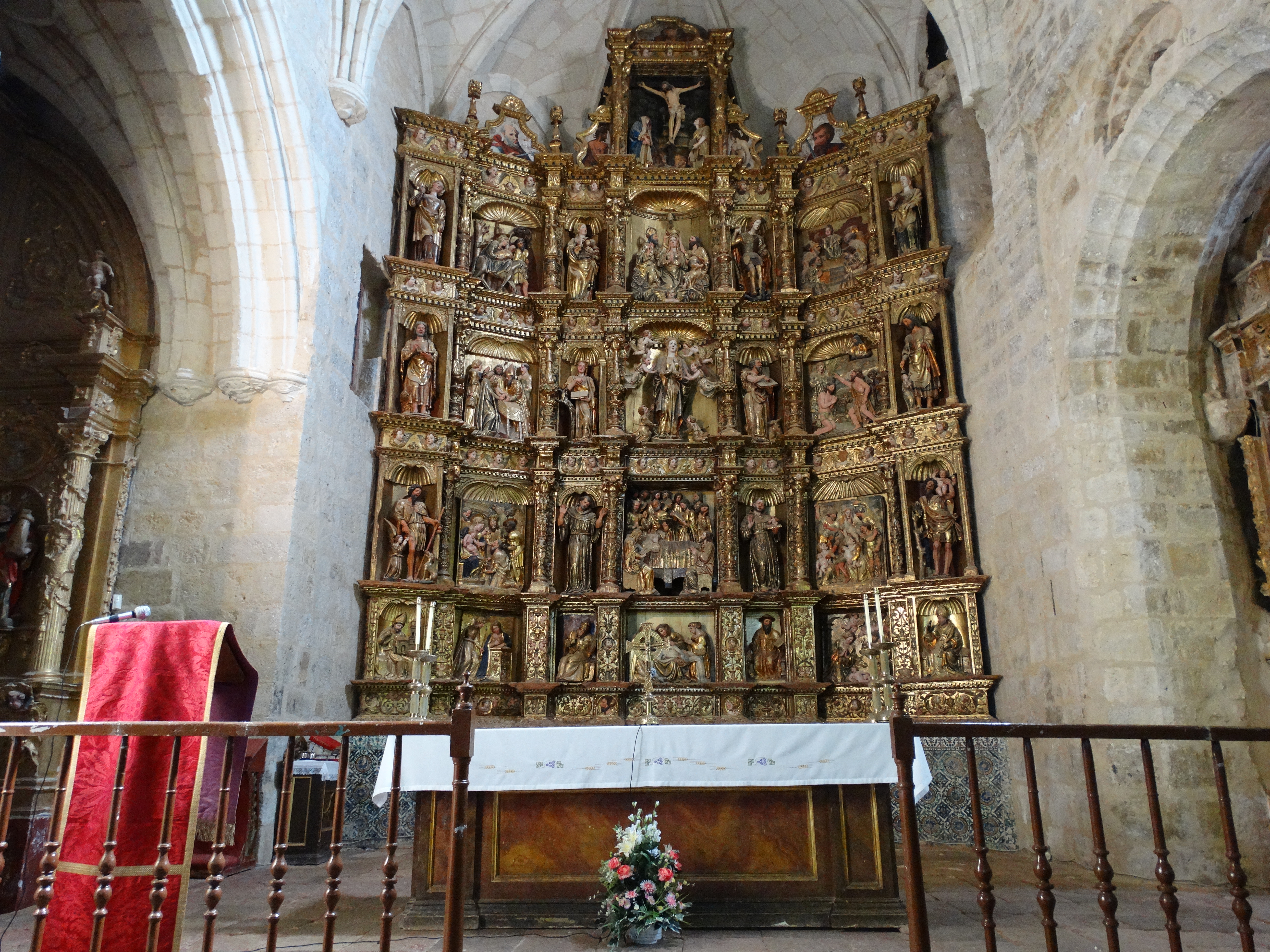
Retaule major

La capella major, situada a la capçalera de l'absis, no és de grans proporcions. Es va cobrir al segle xiii amb volta d'arquitectura gòtica estant «tenents» de la vila i del castell els Téllez de Meneses.
En aquesta capella ressalta la gran obra d'art del seu retaule col·locat el 1560 sobre un sòcol de rajoles de València d'aresta per voluntat de l'ardiaca Ubaldes. És un retaule plateresc amb escultures excepcionals, executades pels artistes Juan Ortiz el Vell, Juan de Valmaseda, Francisco Giralte i Juan de Cambray, d'extraordinària riquesa en la seva decoració amb grotescs i columnes balustrades com correspon al renaixement espanyol.
La seva arquitectura en horitzontal consta d'un baixbanc de poca alçada, un banc que per la seva estructura pot considerar-se com un primer cos, tres cossos de més gran alçada que el predel·la i un coronament final en un àtic. En vertical, té tres carrers i quatre entrecarrers més estrets. Hi ha escultura de ple volum i relleus, i a dalt, als costats de l'àtic, hi ha pintures sobre taula. Cada cos està separat per un espai limitat per motllures i amb relleus d'angelets. La majoria de les escultures estan sota petxines de pelegrí, una ornamentació pròpia del renaixement.
Predel·la
D'esquerra a dreta estan les escultures de sant Agustí, sant Gregori, sant Jeroni i sant Ambròs, aquesta última d'influència de Juan de Valmaseda. Entre les escultures hi ha tres relleus: una Anunciació, de Valmaseda, una Pietat i una Natividad, atribuïda a Francisco Giralte.

Predel·la del retaule de la capella major
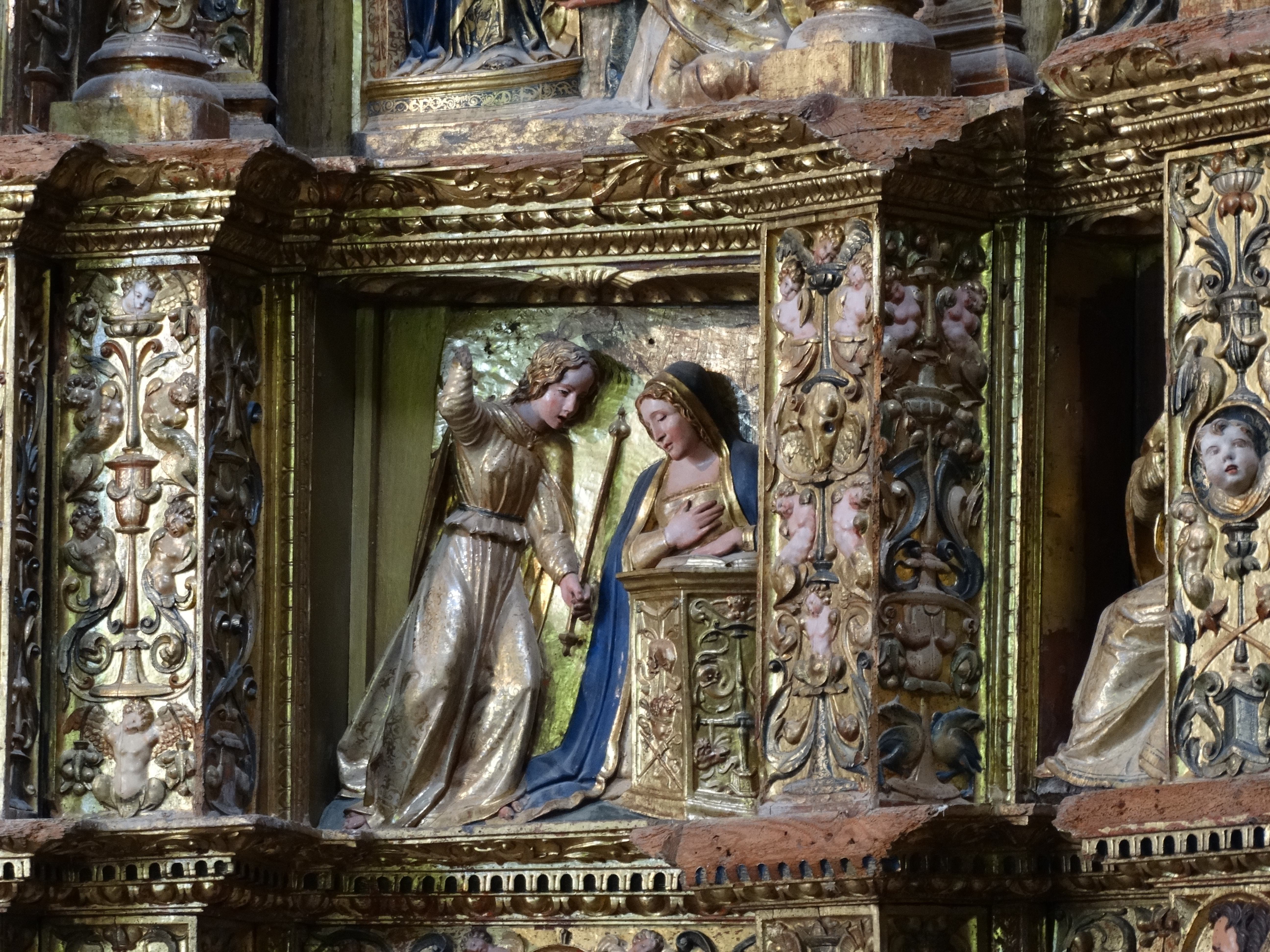
Anunciació
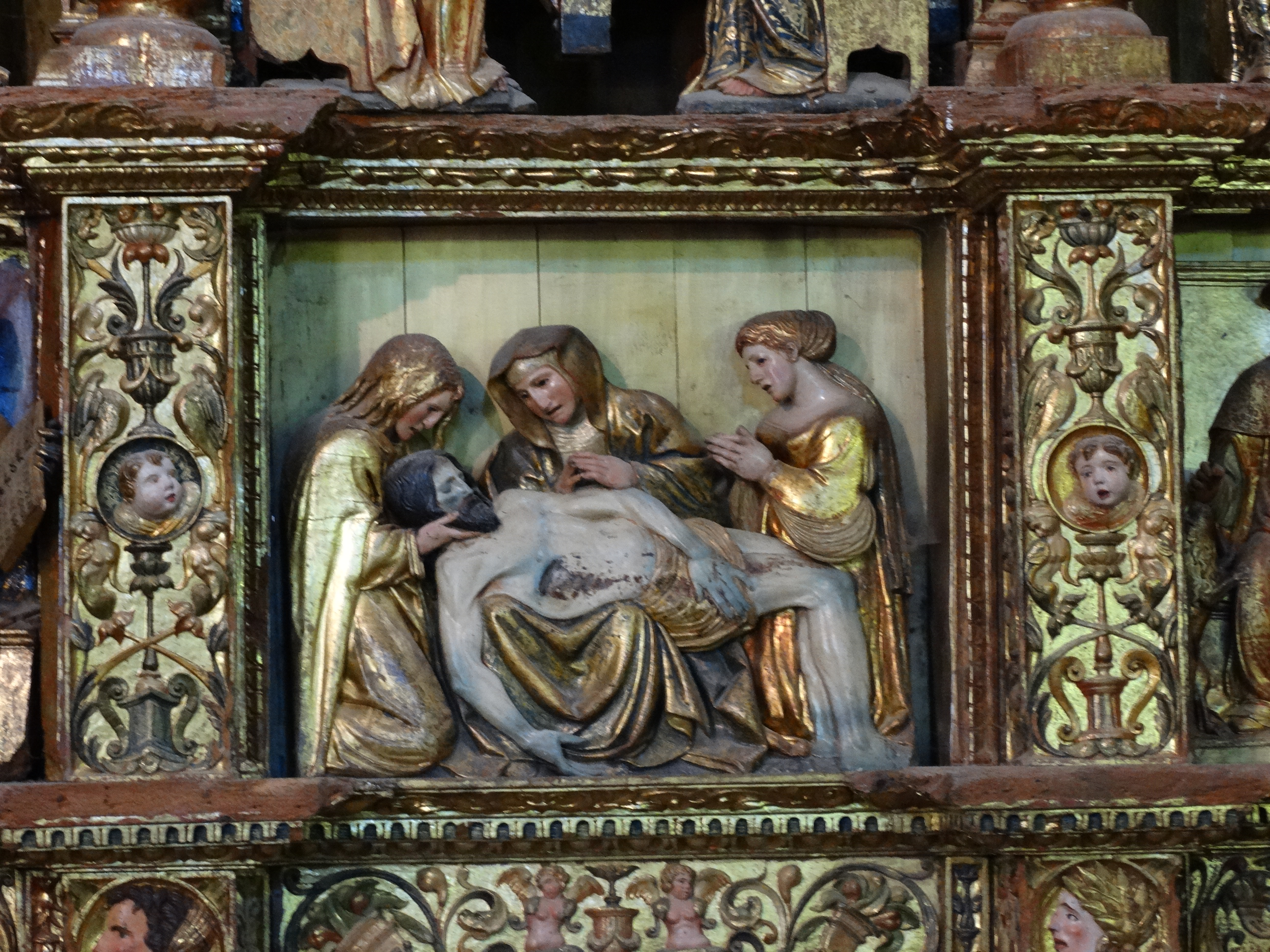
Pietat a la part central
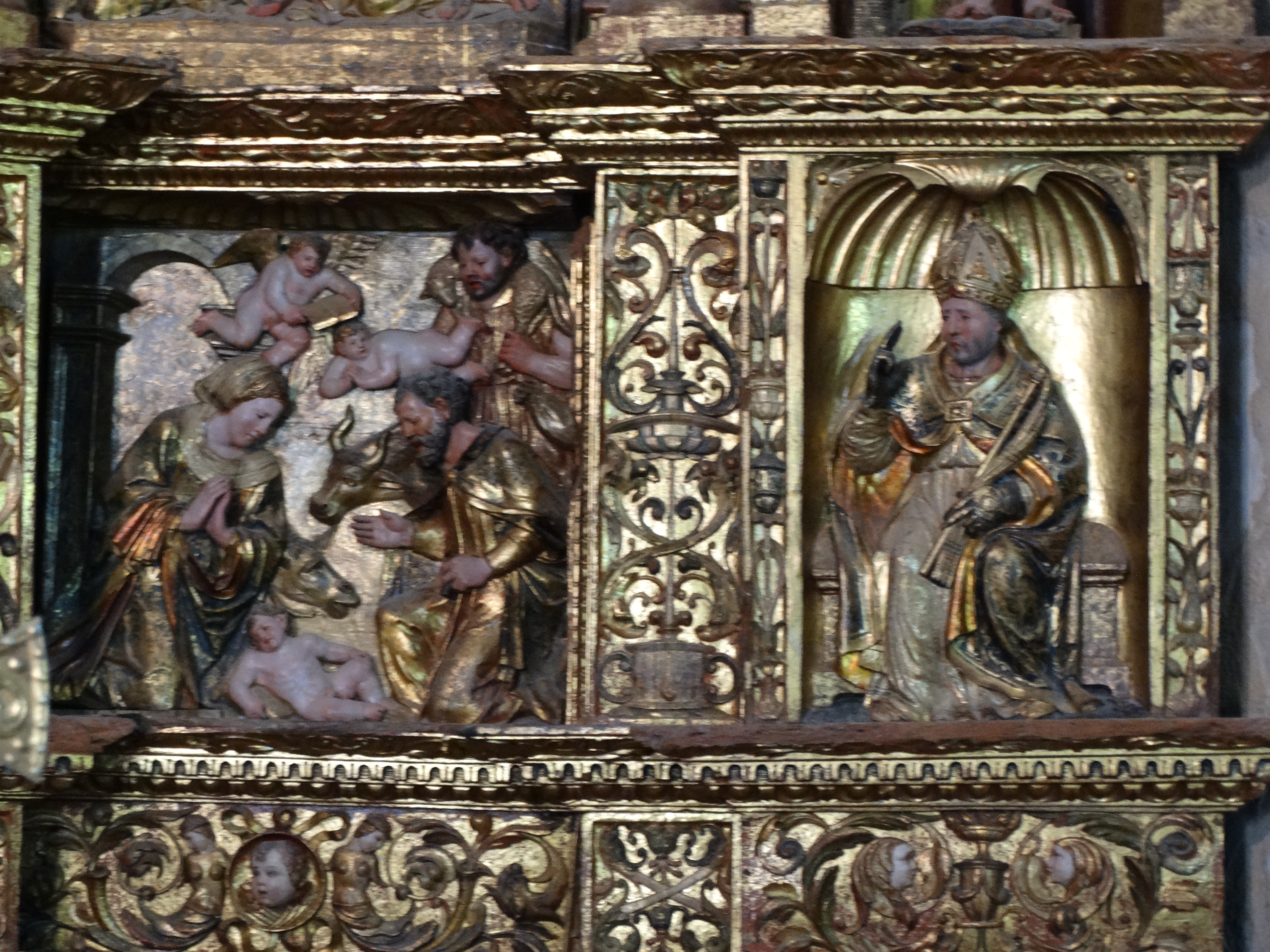
Nativitat i, a la dreta, sant Ambròs

Primer pis
D'esquerra a dreta, les escultures de sant Roc (de Valmaseda), sant Francesc, sant Antoni i sant Cristòfol. Entre les escultures, els relleus de L'Epifania (de Valmaseda), del Trànsitde la Verge (atribuït a Juan Ortiz el Vell) i de la Matança dels innocents.

Primer pis del retaule de la capella major
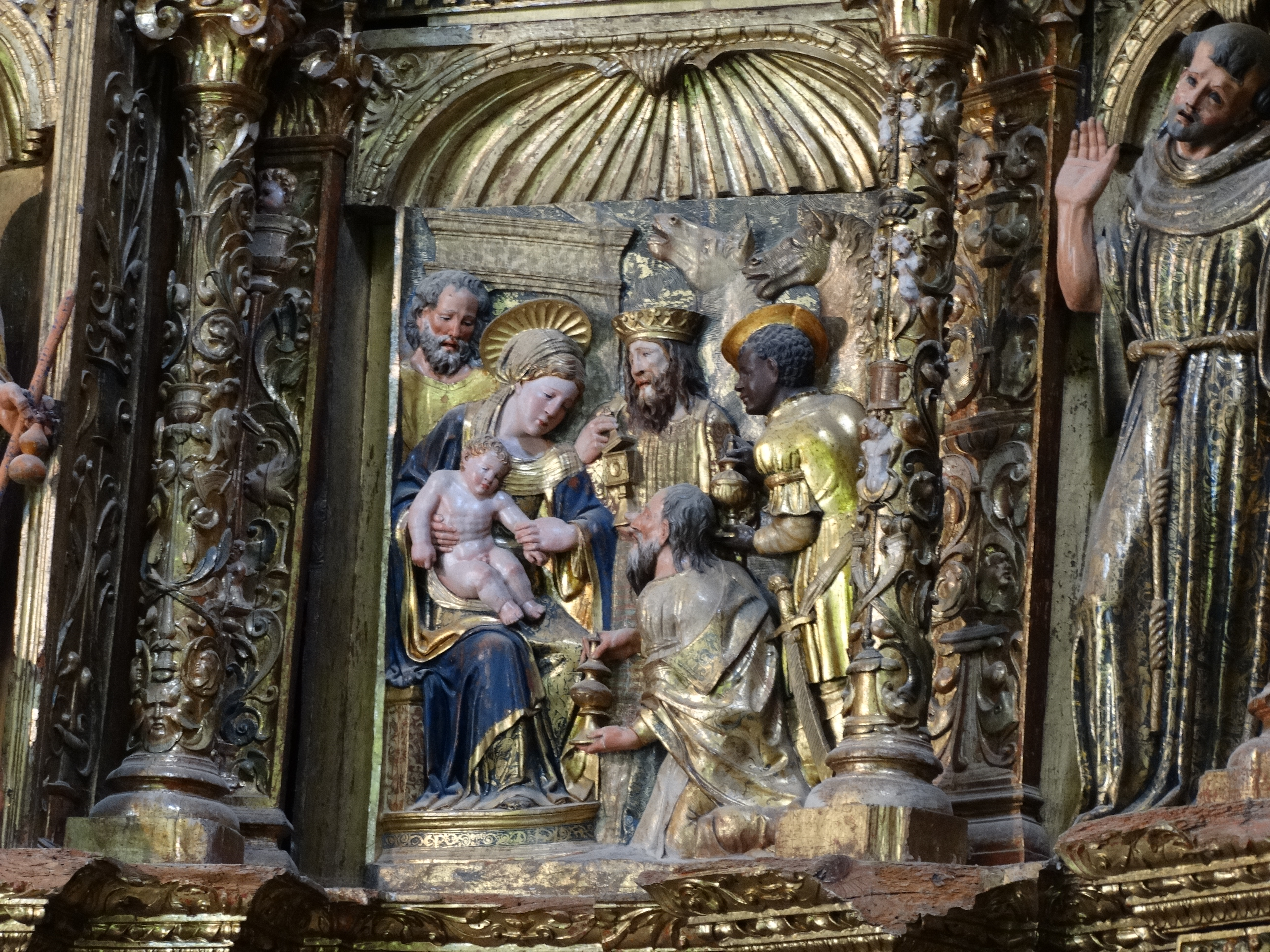
Epifanía
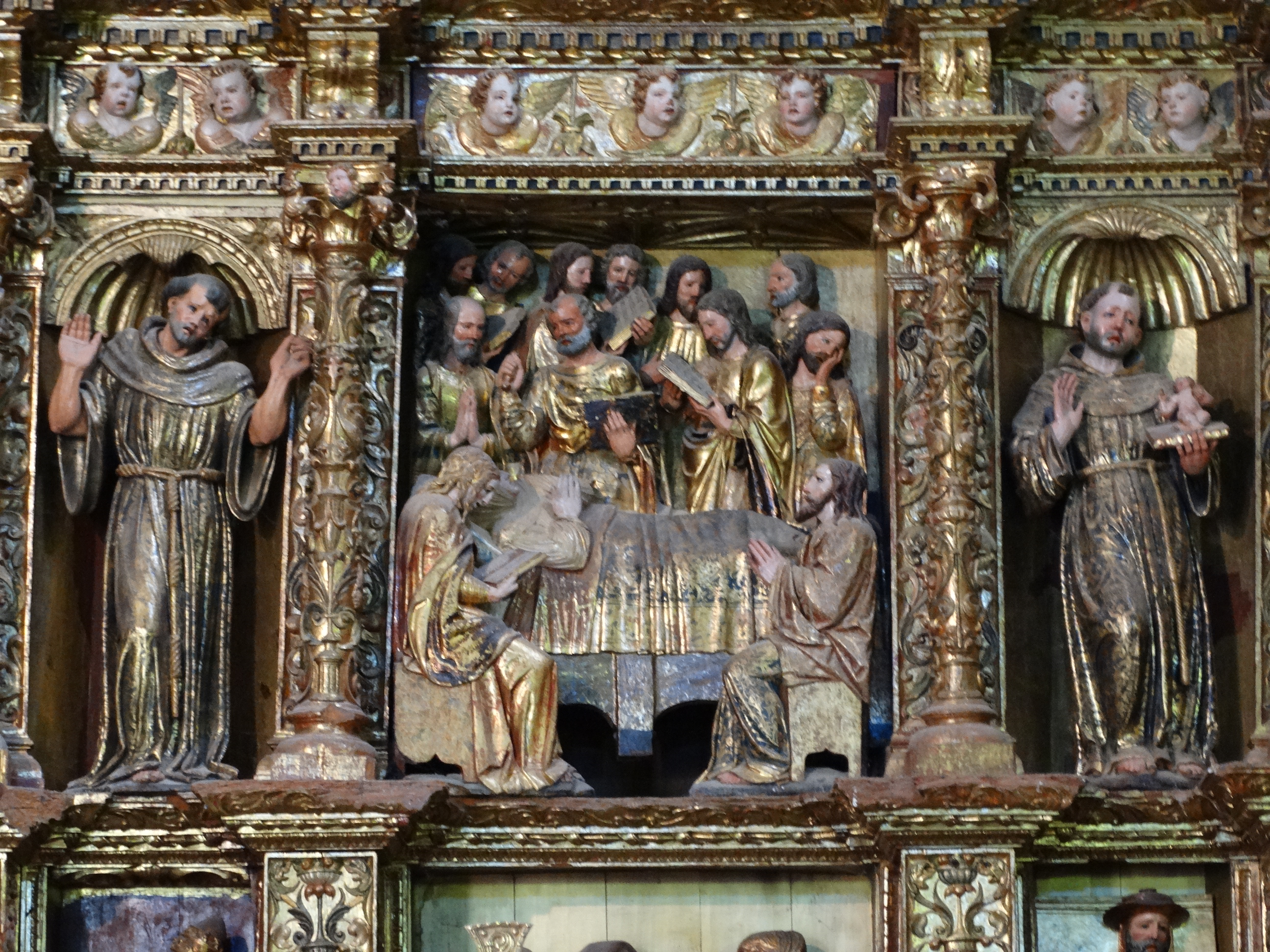
Sant Francesc, Dormició de Maria y sant Antoni
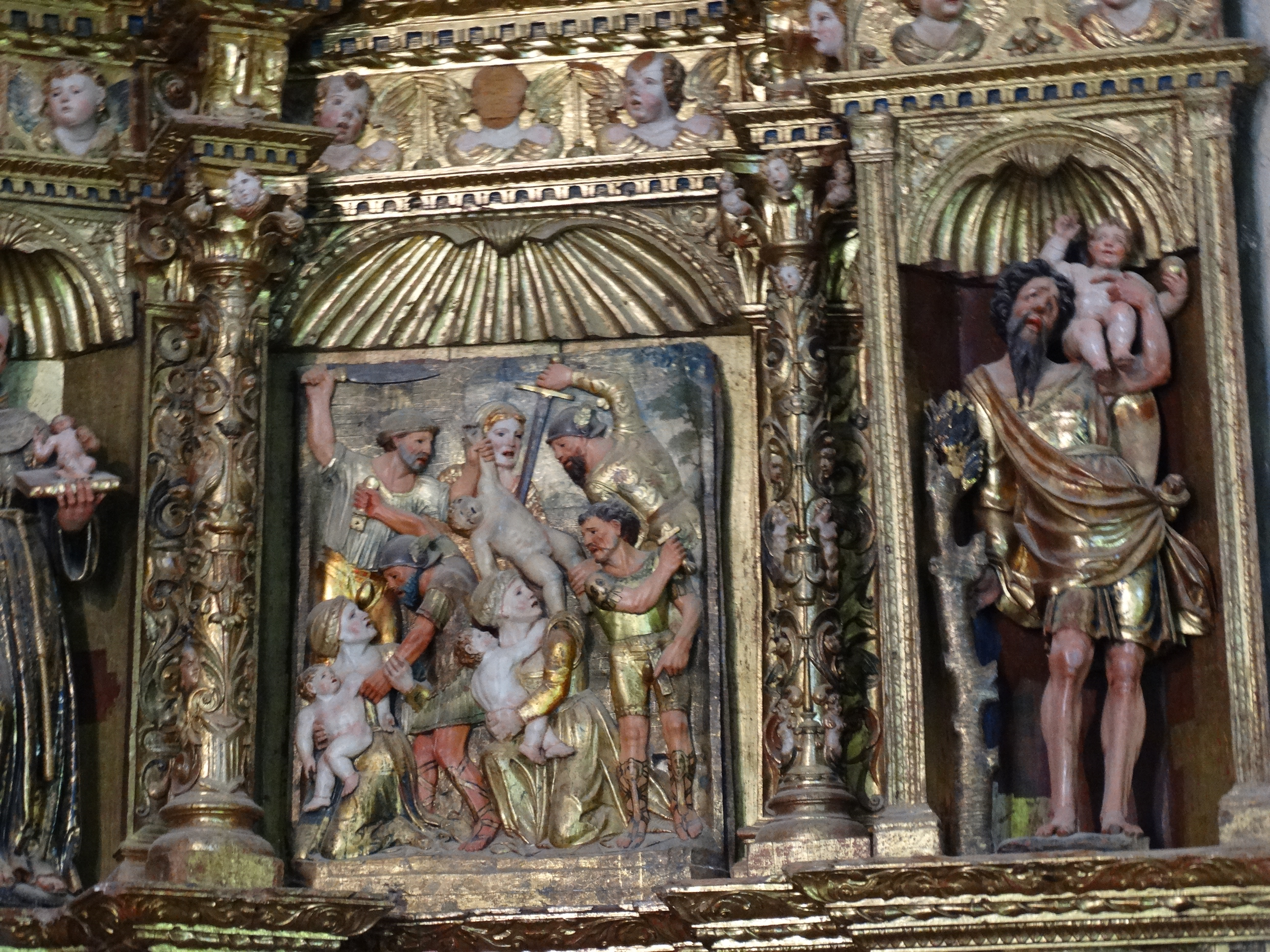
Matança dels innocents y, a la dreta, sant Cristòfol

Segon pis
Les escultures dels quatre evangelistes, atribuïdes a Valmaseda, i els relleus de l'Assumpció al carrer principal, més la Circumcisió i el Baptisme de Crist (atribuït a Valmaseda).

Segon pis del retaule de la capella major
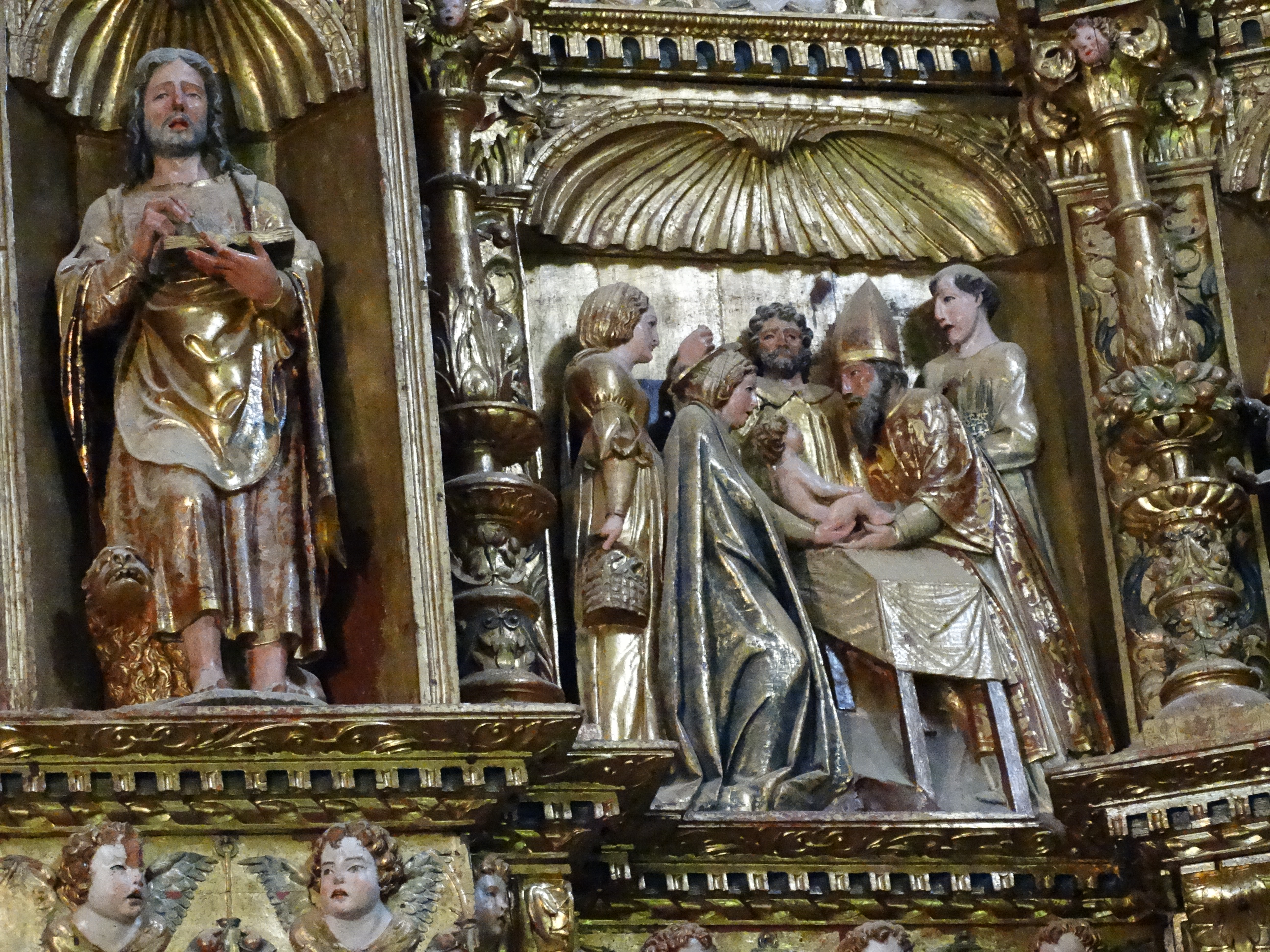
Sant Marc i la Circumcisió
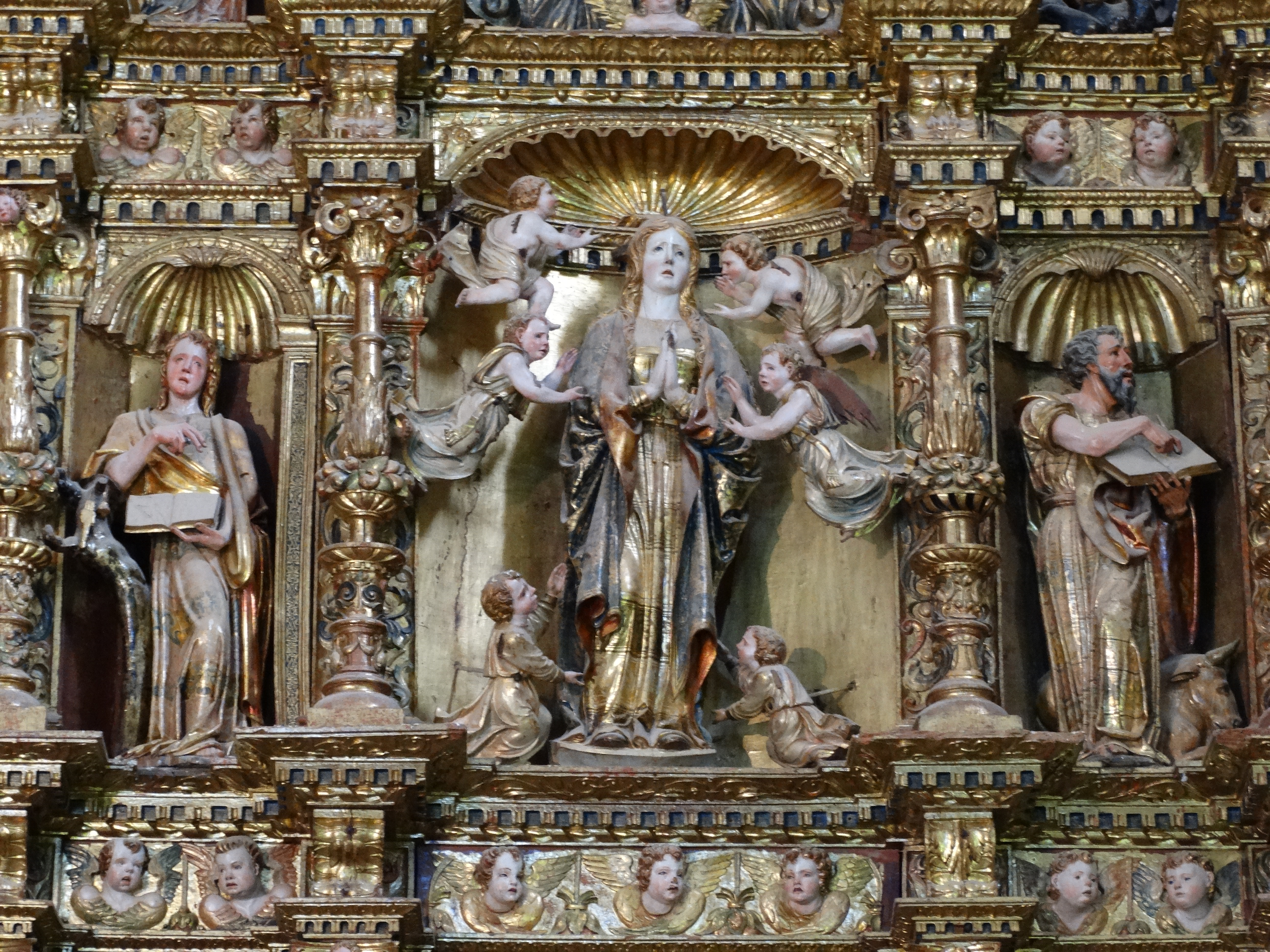
Asunció, al carrer central, amb sant Joan y sant Lluc a tots dos costats
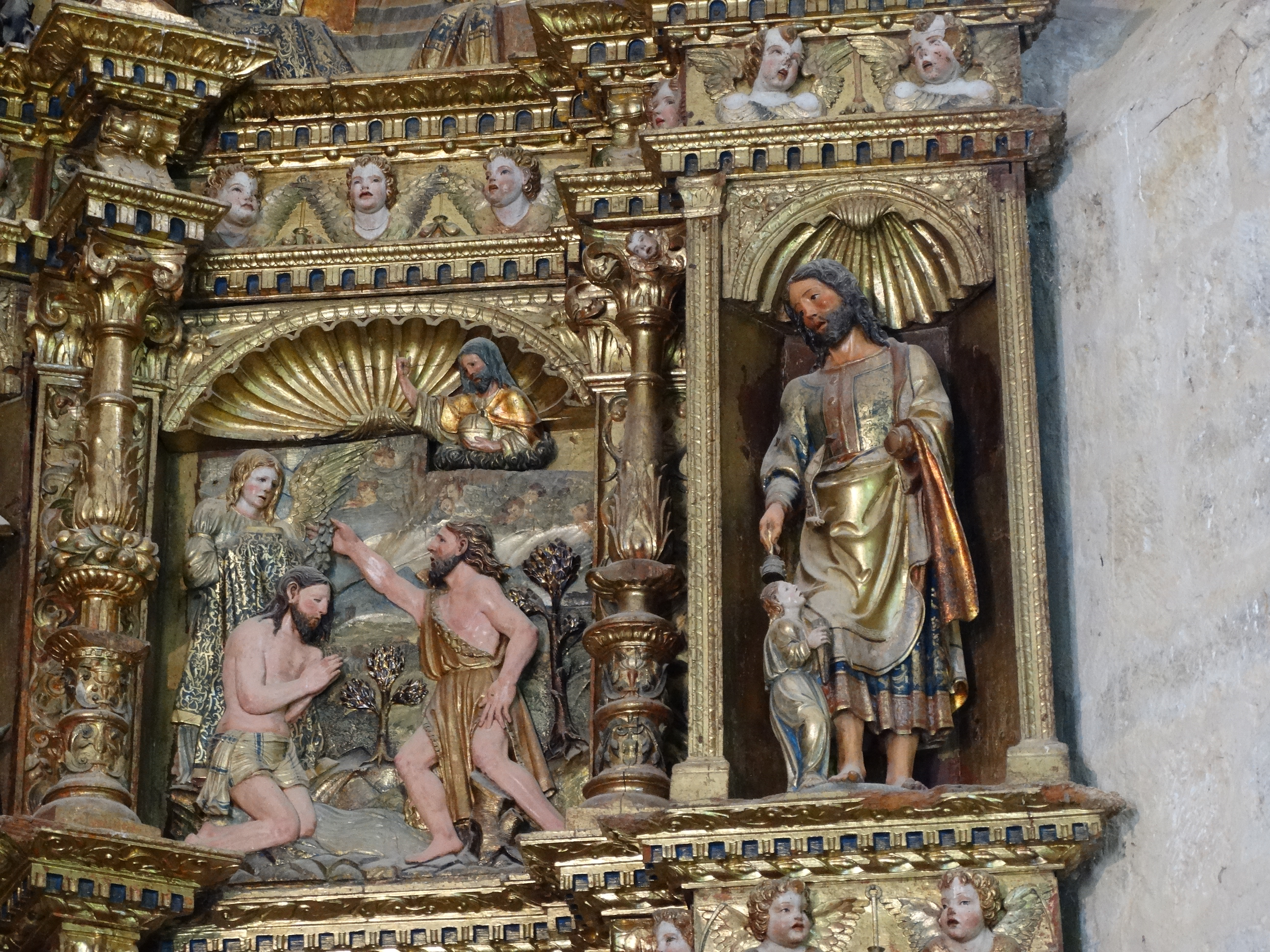
Baptisme de Crist i, a la dreta, sant Mateu

Tercer pis
Les escultures de sant Miquel, la Magdalena, sant Martí i santa Caterina; els relleus de la Coronació de la Mare de Déu, en el centre -atribuït pel professor Portela a Juan de Cambray i pel professor Parrado a Juan Ortiz el Vell-, la Fugida a l'Egipte i Jesús entre els doctors.

Tercer pis del retaule de la capella major
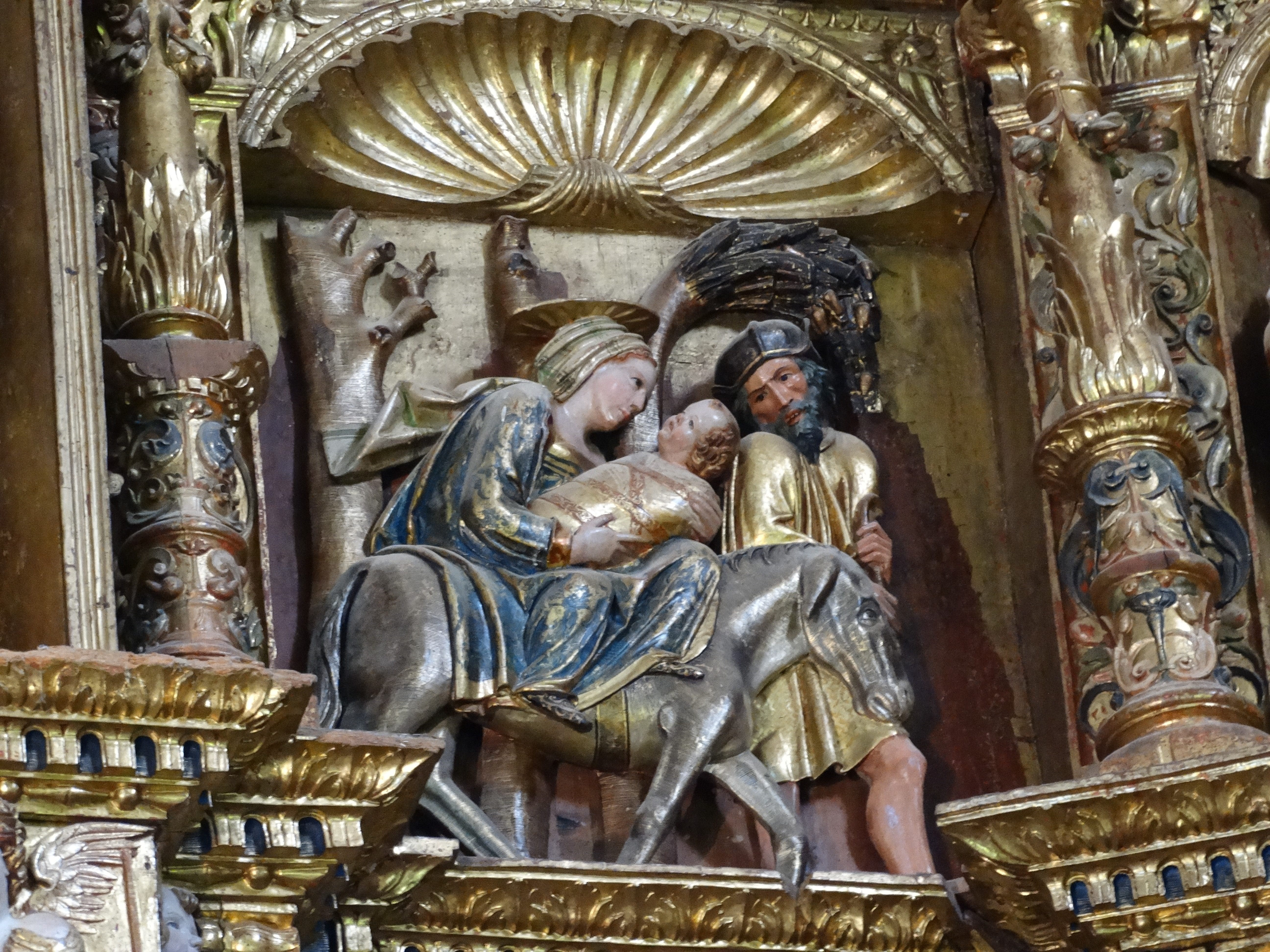
Fugida a l'Egipte
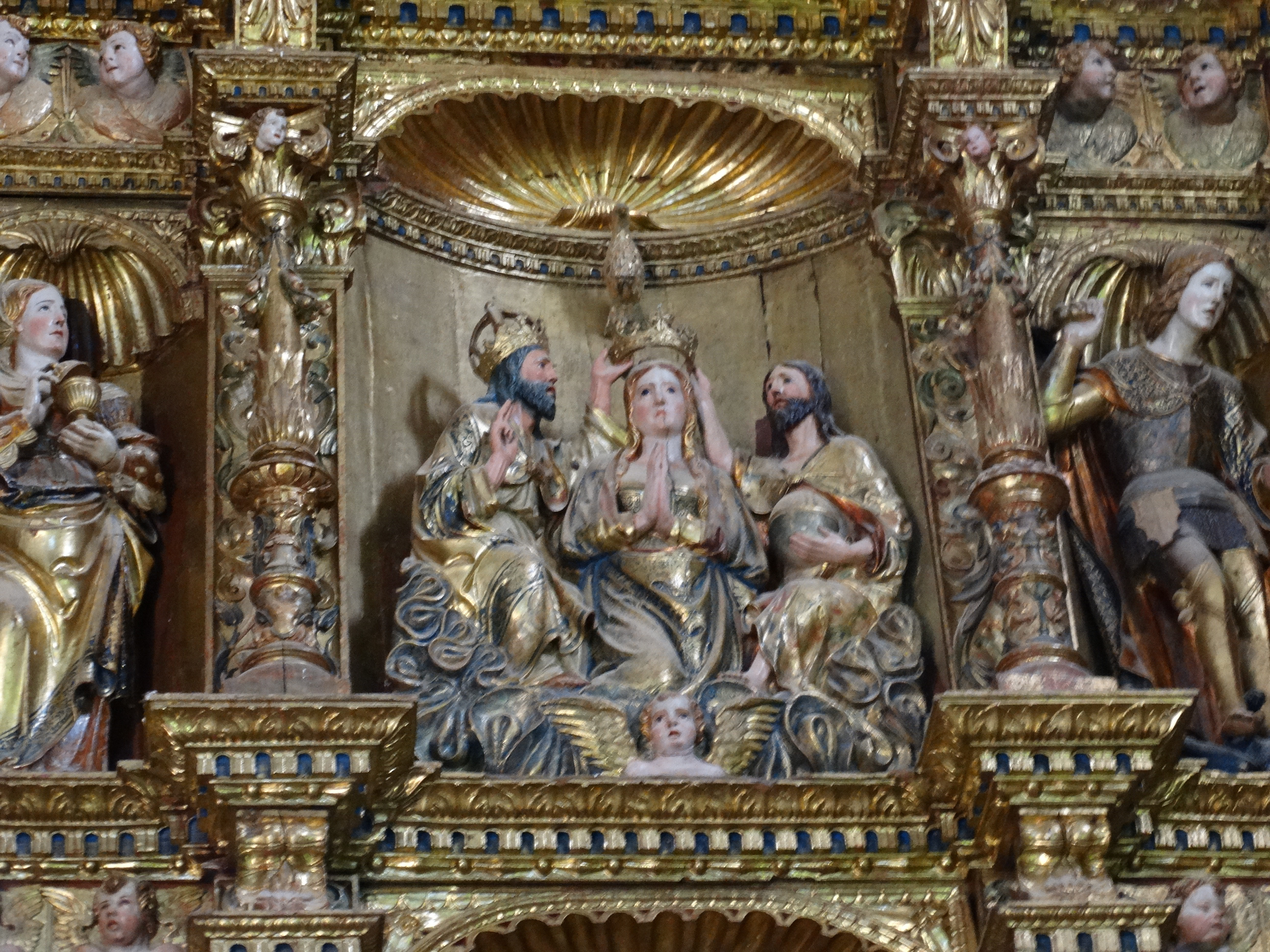
Coronaciój, al carrer central; a l'esquerra, la Magdalena i a la dreta, sant Miquel
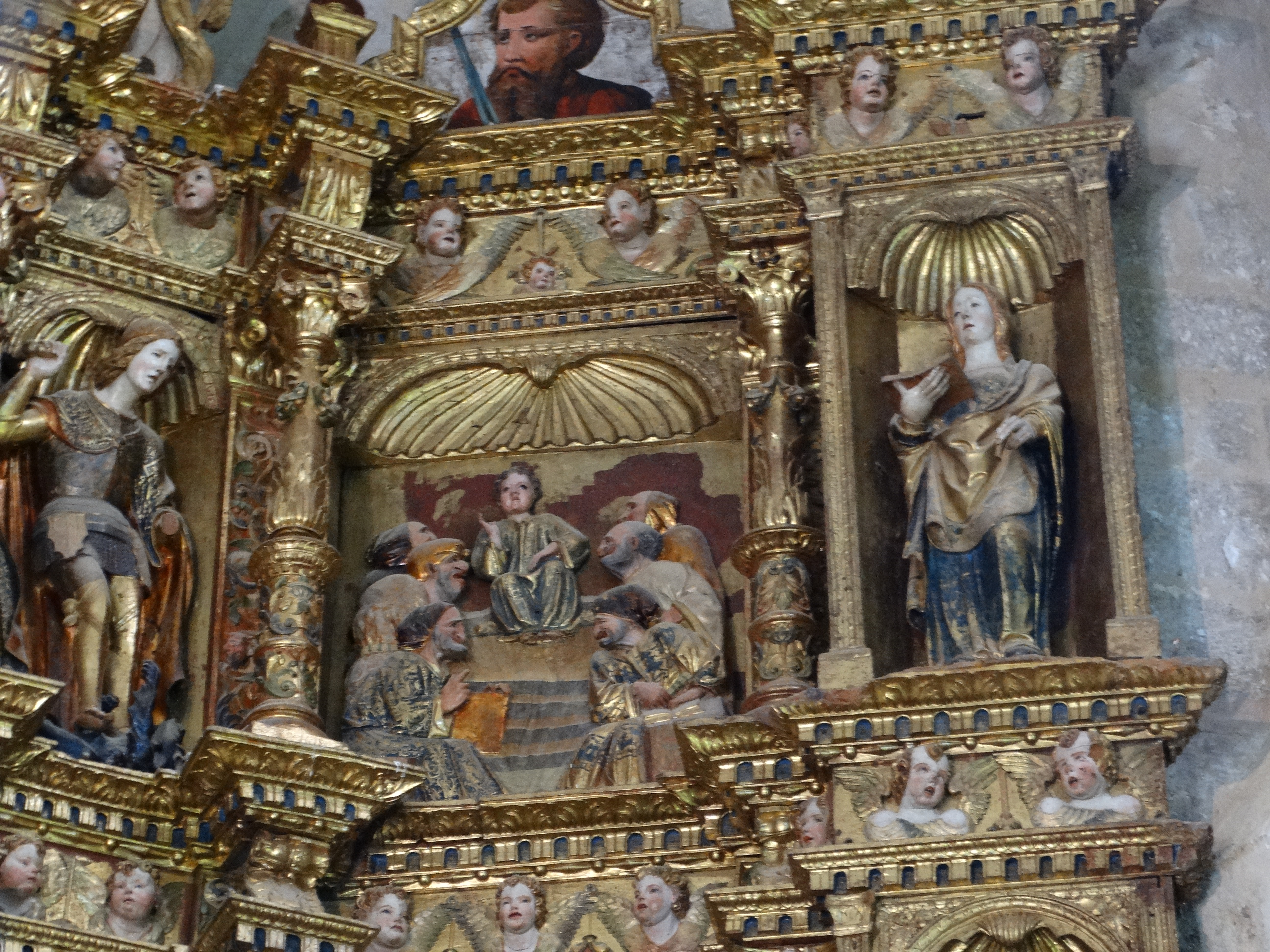
Jesús entre els doctors; a l'esquerra, sant Miquel i a la dreta santa Caterina

Àtic
A l'àtic està situat el Calvari com és habitual. El santcrist segueix els models de Valmaseda. L'escena està emmarcada amb columnes balustrades. A ambdós costats hi ha dues taules de perfil trencat amb les figures d'Adam i Eva i cap a les vores d'altres dues taules també de perfil trencat que coincideixen amb els carrers laterals i on estan representats sant Pere i sant Pau. Al vèrtex de l'àtic hi ha una altra taula amb el Pare Etern.

Àtic del retaule de la capella major
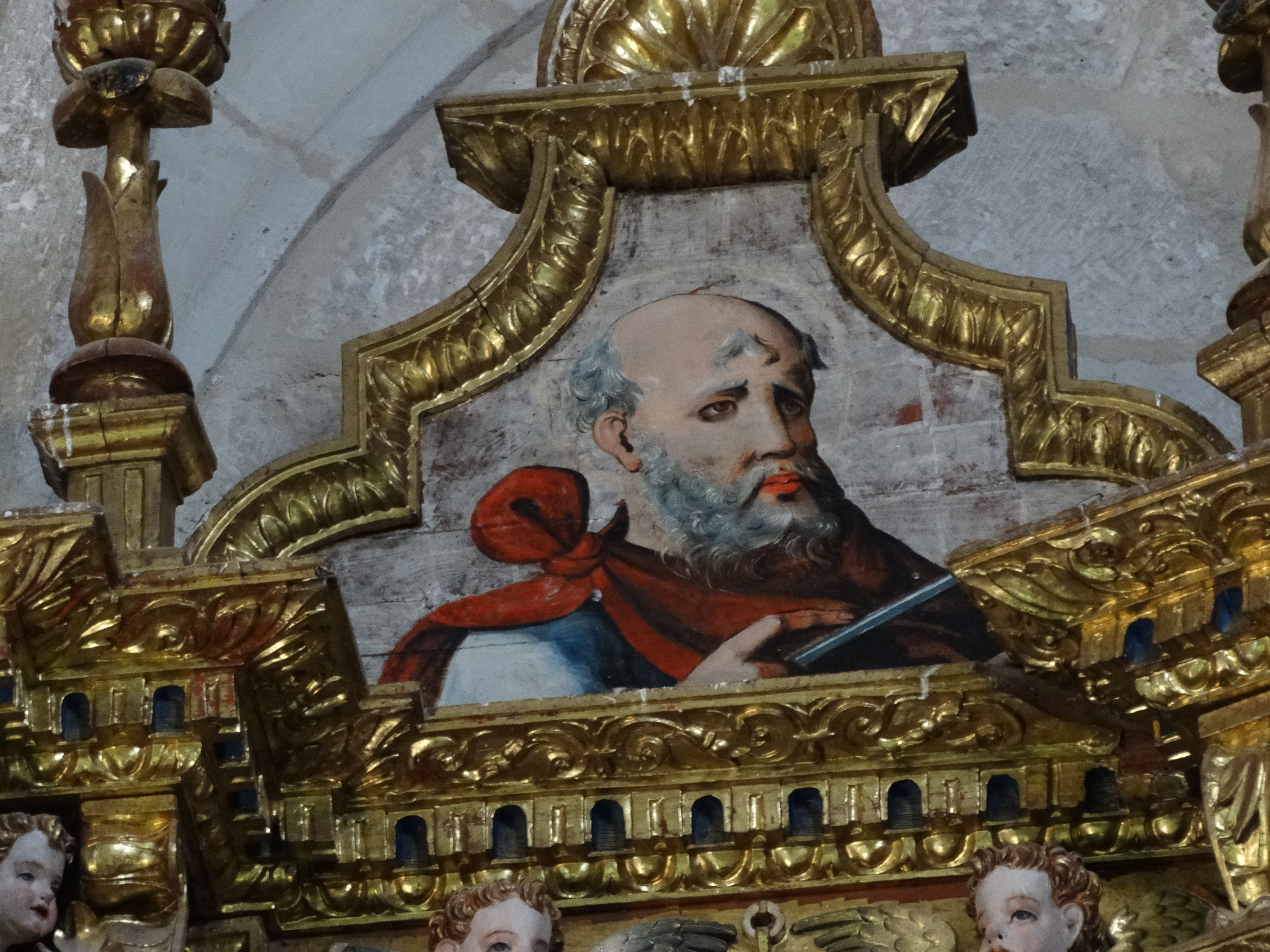
Sant Pere; taula de perfil trencat
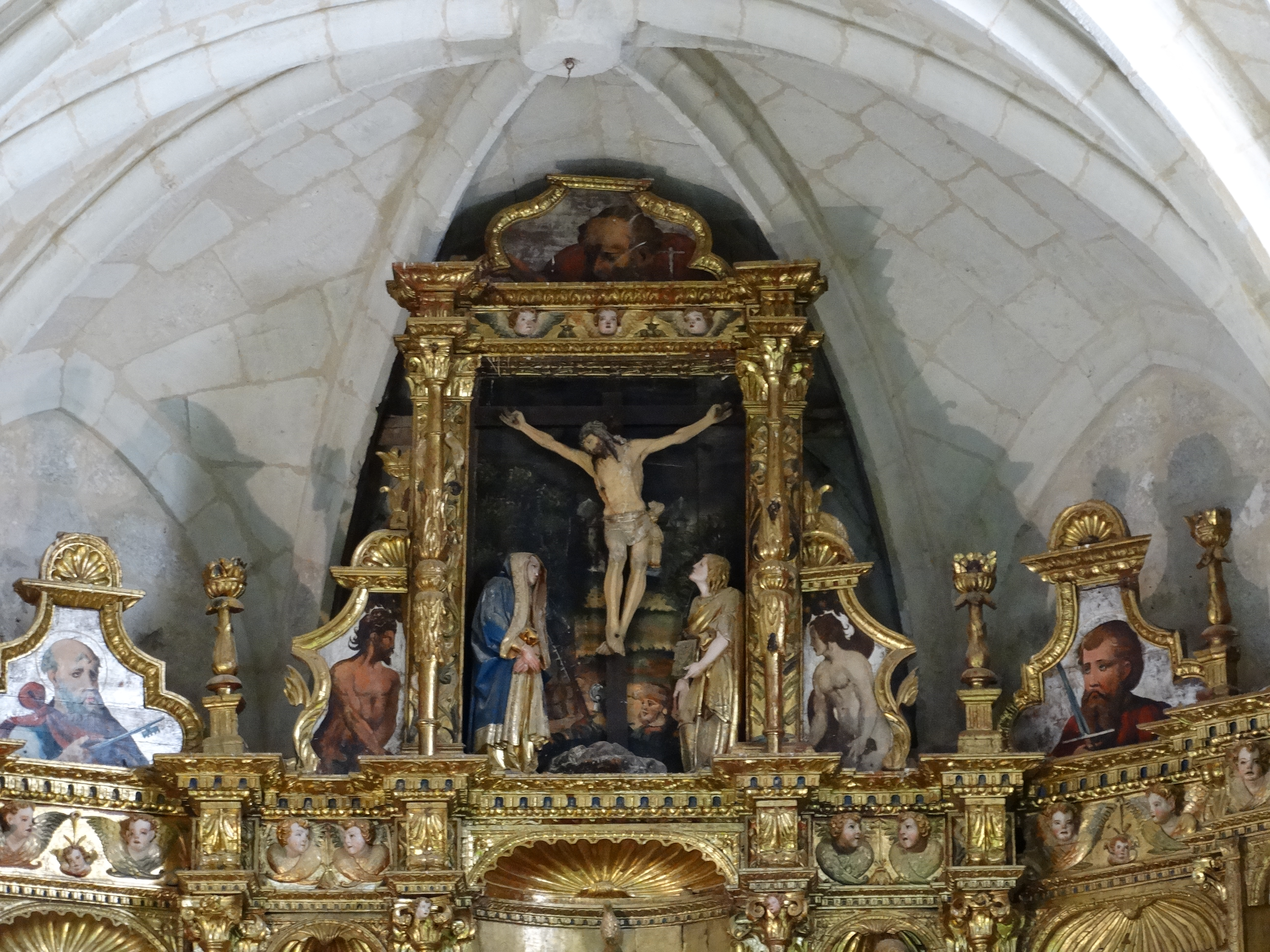
Àtic amb el calvari y dos tules d'Adam i Eva; més a dalt, el Pare Etern
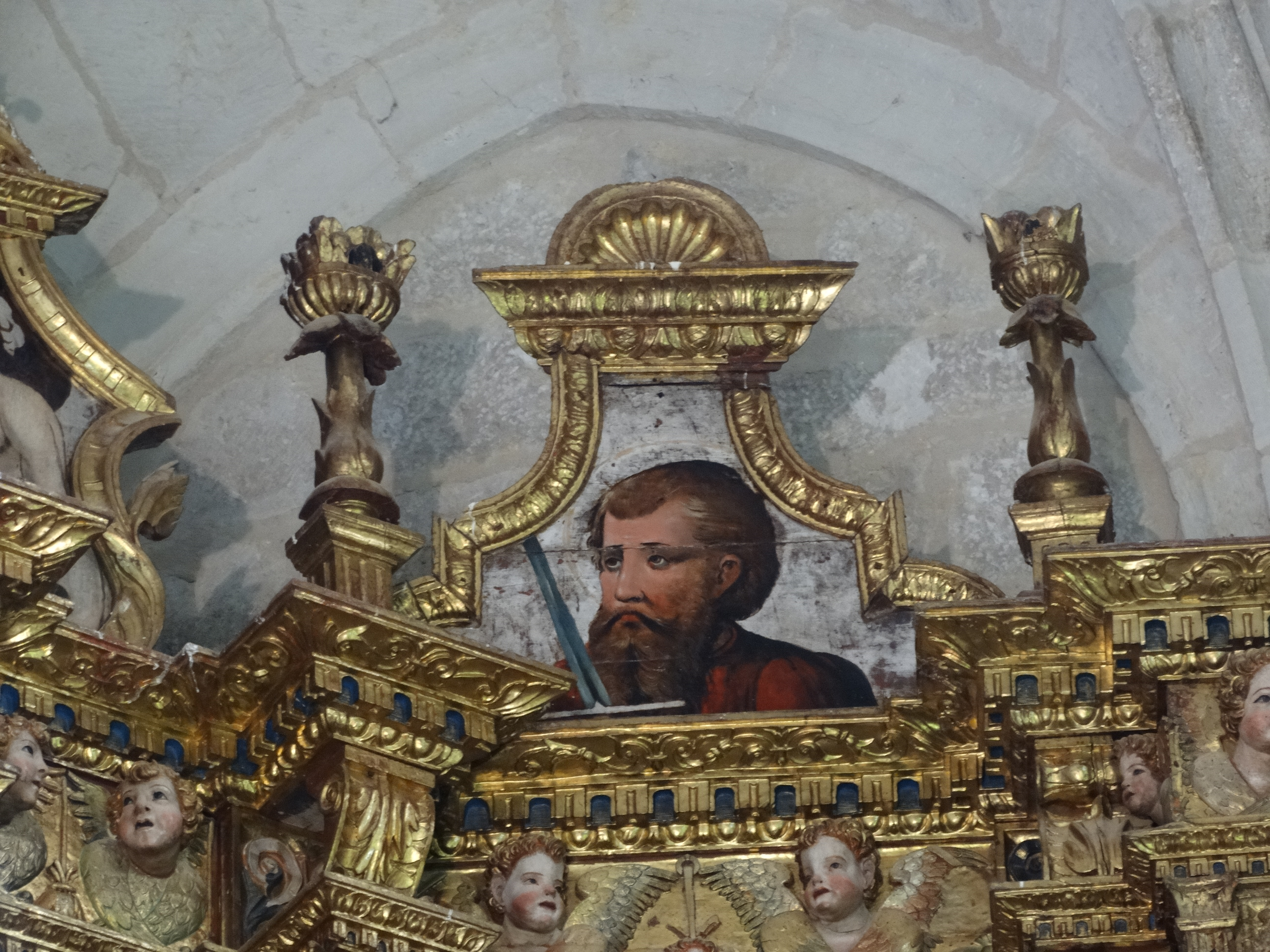
Sant Pau; taula de perfil trencat

### Capella de Juan García de Ubaldes
La capella de Juan García de Ubaldes està situada en el mur sud o costat de l'Epístola, sobresortint en planta. Consta de dos trams que estan pegats als dos primers de la nau lateral. La va fundar l'ardiaca Juan García de Ubaldes, un dels personatges històrics més il·lustres de la vila de Torremormojón. L'heràldica de l'ardiaca es veu a diferents llocs així com a la clau de volta de la capella major i a la reixa del cor.

Sobre una gruixuda llosa de sepulcre estan els busts en pedra dels pares de l'ardiaca. A la llosa es pot llegir aquesta inscripció:
| « | estevan garcía ivana garcia sv mvger los vesos de los cuales […]e svs hyjos el R.S. arcediano hy hermano hizo enterar so la [pie]dra ante el altar pvesta 1519 | » |

La capella va servir de sepultura habitual de les famílies Castro i Velasco, descendents de Juana i Beatriz García de Ubaldes, nebodes del fundador i casades respectivament amb Diego i Hernando de Castro. Una altra Beatriz de Castro, descendent de la família, va disposar la seva sepultura en testament de 1640. D'altra banda Juan de Velasco, en testament de 1708, va demanar ser enterrat «al costat dels meus pares Víctor Velasco i Ana Blanco Herrejón».
En aquesta capella està el retaule de Nostra Senyora del Roser que procedeix d'un altre lloc de l'església i que va ser una donació d'Antonio Blanco i Francisca de la Torre.

### Capella del Crist de la Creu
La capella del Crist de la Creu està situada a l'extrem oposat a la capella de Ubaldes, al mur nord, i té les mateixes dimensions; també sobresurt en planta. És obra del segle xviii amb un retaule barroc salomònic molt tallat i decorat, en fusta sense policromar (natural). Maria García Ramirez va fundar aquesta capella; era de família il·lustre i estava casada amb Antonio de Velasco y Acevedo, parent del bisbe d'Orense Juan de Velasco. Els seus escuts estan tallats als murs i a la làpida del seu sepulcre situada en el centre. N'hi ha a més a més una inscripció que recorre la cúpula el text de la qual dona fe de la fundació. A la mateixa volta hi ha un altre text del 16 de gener de 1906 que recorda una posterior restauració.

### Retaule de Juan de Villoldo

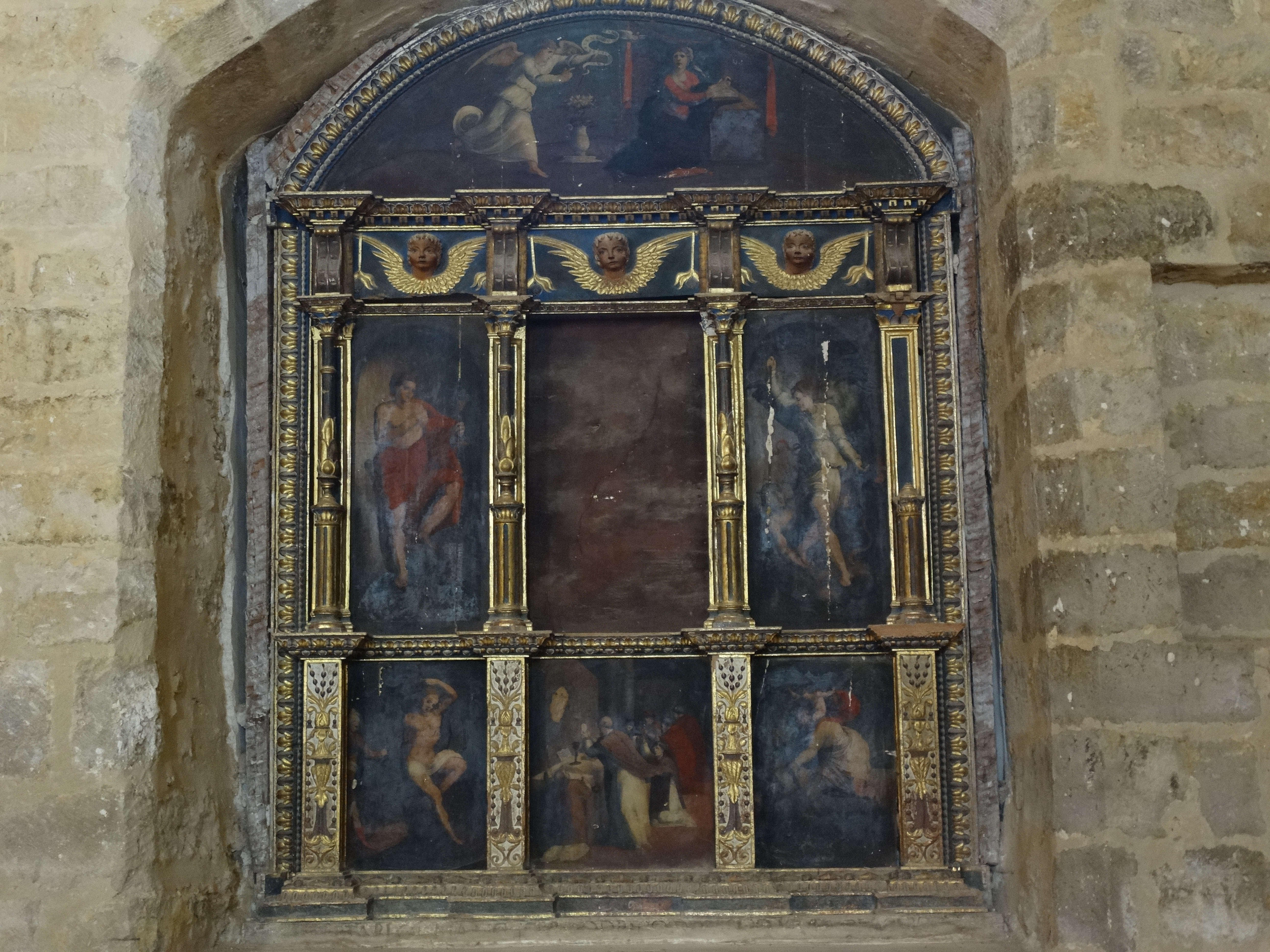
Retaule de Juan de Villoldo

Retaule atribuït a Juan de Villoldo i el seu taller -segona meitat del segle XVI-. Està col·locat a la nau lateral de l'Epístola. Té predel·la, un pis dividit en tres carrers i àtic. És un retaule de pintura sobre taula, de bona execució. La predel·lac divideix en tres cossos: en el centre es veu la missa de sant Gregori, a un costat sant Sebastià i a l'altre sant Cristòfor en la seva representació tradicional creuant el riu amb el nen sobre la seva espatlla.
En l'únic pis de què consta, la part central està buida. Als costats es veuen les representacions de sant Joan Evangelista, amb el seu atribut de la copa enverinada, i de sant Miquel. Aquestes dues taules són atribuïdes al taller de Villoldo. Figures que estan en fornícules pintades al trompe l'oeil. Sobre aquest pis n'hi ha una petita separació decorada amb tres caps i ales d'àngels i per sobre, a manera d'àtic, un frontó circular pintat amb l'Anunciació.

### Retaule de Miguel de Saldaña
Retaule de pintura sobre taula. A la part central, la mare de Déu amb l'Infant i als costats, sant Ildefons i sant Bernat. Miguel de Saldaña era veí de Medina de Rioseco, i se suposa que era familiar de l'entallador de Palència Diego de Saldaña.

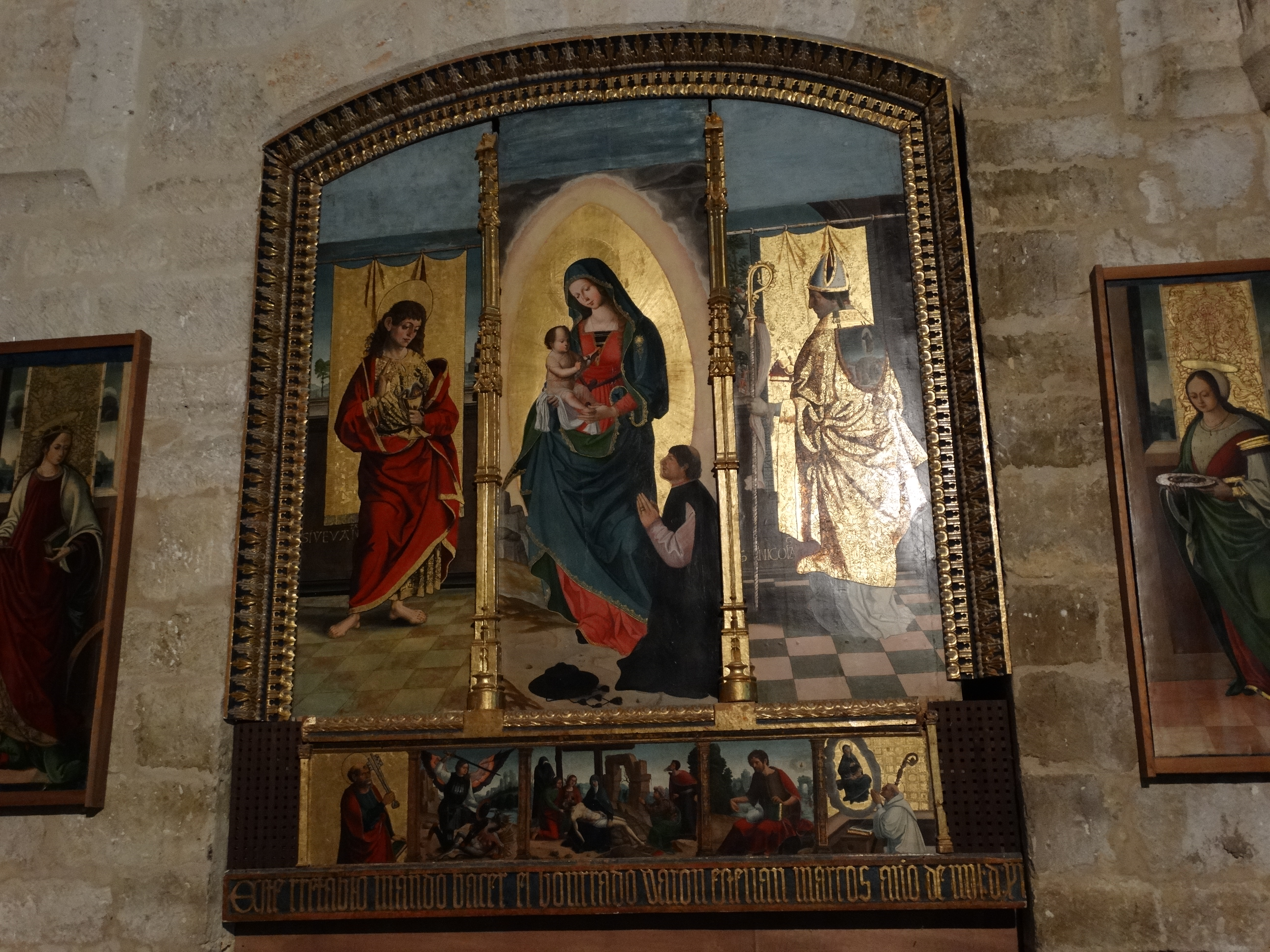
Retaule del mestre de Calzada

 Miguel de Saldaña va tenir un taller a la ciutat de Palència a la fi del segle xvi. Des de la propera vila de Torremormojón li arribaria l'encàrrec d'aquest retaule.

### Retaule del Mestre de Calzada
És un retaule de pintura amb pintures a l'oli sobre taula, d'autor anònim encara que des de començaments del segle XX s'atribueix al mestre de Calzada. Està situat als peus, al mur nord de l'església, en un buit d'arc rebaixat. Té detalls que recorden encara a l'últim gòtic amb altres que són plenament renaixentistes d'influència italiana.

## Sagristia

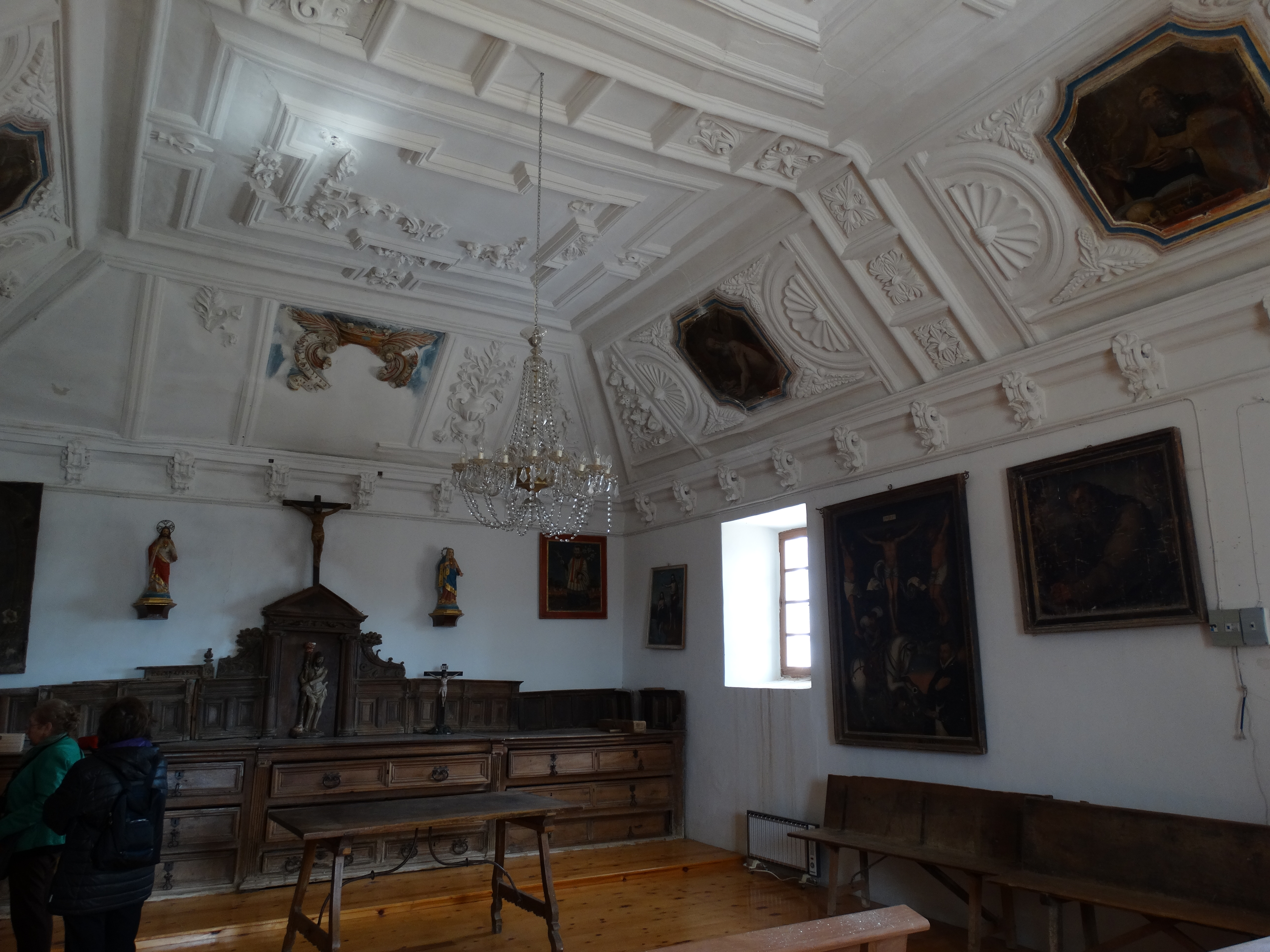
Sagristia amb les guixeries barroques i el conjunt de calaixos.

La sagristia està adossada al racó que forma angle amb l'absis a la part sud. Es va construir en el segle xvii. El sostre en forma d'artesa | de pastera | de gaveta | d'obi està decorat amb guixeries barroques. Està moblada amb un bon conjunt de calaixos, un banc corregut de fusta i una taula castellana. El recinte conté bones obres d'art tant pintures com escultures.
- Crist lligat a la columna, de l'escultor Gonzalo de la Maza que el 1526 va signar un contracte a Torremormojón comprometent-se a fer una custòdia l'emplaçament de la qual seria la capella major de Santa Maria del Castillo. Al contracte es llegeix la descripció de com havia de ser: «... una porta amb un relleu de la Resurrecció i a ambdós costats Pere i Pau. Per sobre, l'escultura de Crist a la columna custodiat per dos botxins; a ambdós costats, Joan Baptista i Santiago. El coronament final amb un calvari complet.»[17]
- Quadre de La conversió de Longinos, dels primers anys del segle xvii. És una còpia del Calvari de Lucas Cranach el Vell, manada fer pel donant que es troba agenollat a la dreta. L'original -que no té la figura d'un donant- és al Museu de Belles Arts de Sevilla datat el 1538. A l'original pot veure's com surten de la boca del crist i del centurió Longinos unes frases escrites en alemany. Aquestes mateixes frases es veuen a la còpia, de la sagristia de Torremormojón, però escrites en italià i sobre els quatre costats del marc:

| «                       | Dolce tif ilmorirdol ce signoe per daria-vita a noi mortali infern con libe-rarned all'antico errore: ano 1606 | » |
| — Lucas Cranach el Vell | |   |

Sagristia
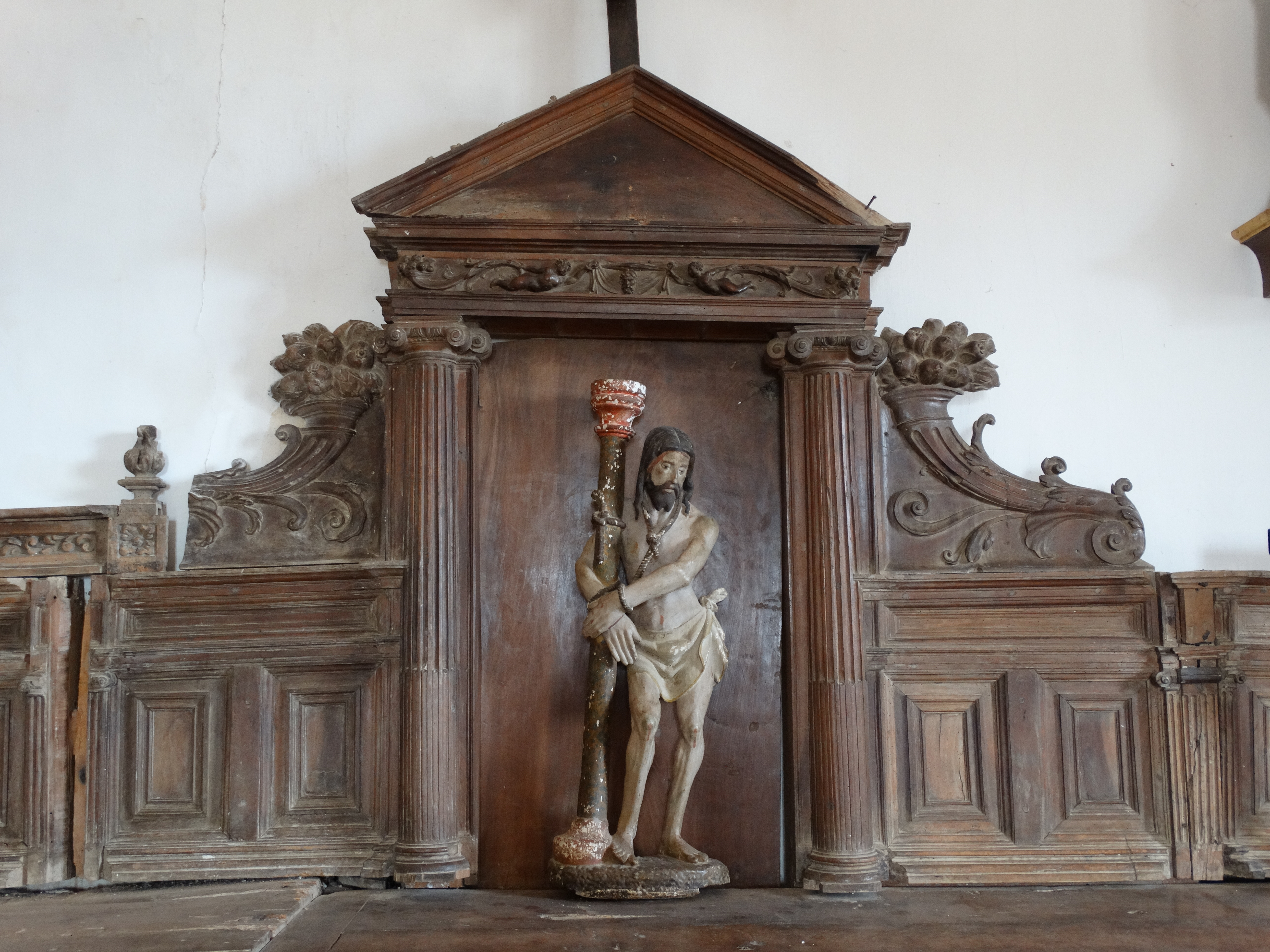
Crist lligat a la columna de Gonzalo de la Maza.
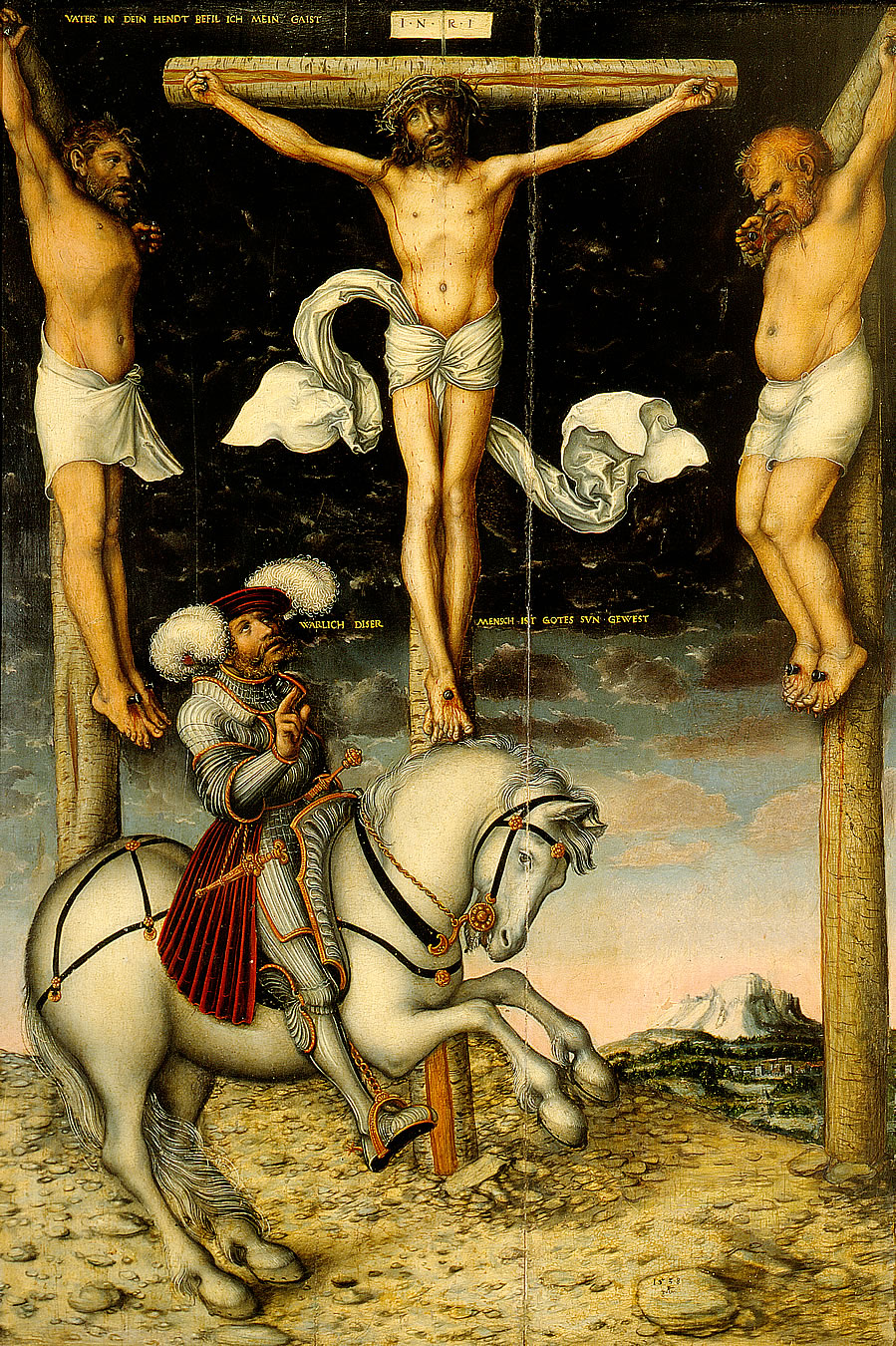
Original de Lucas Cranach el Vell al museu de Sevilla.
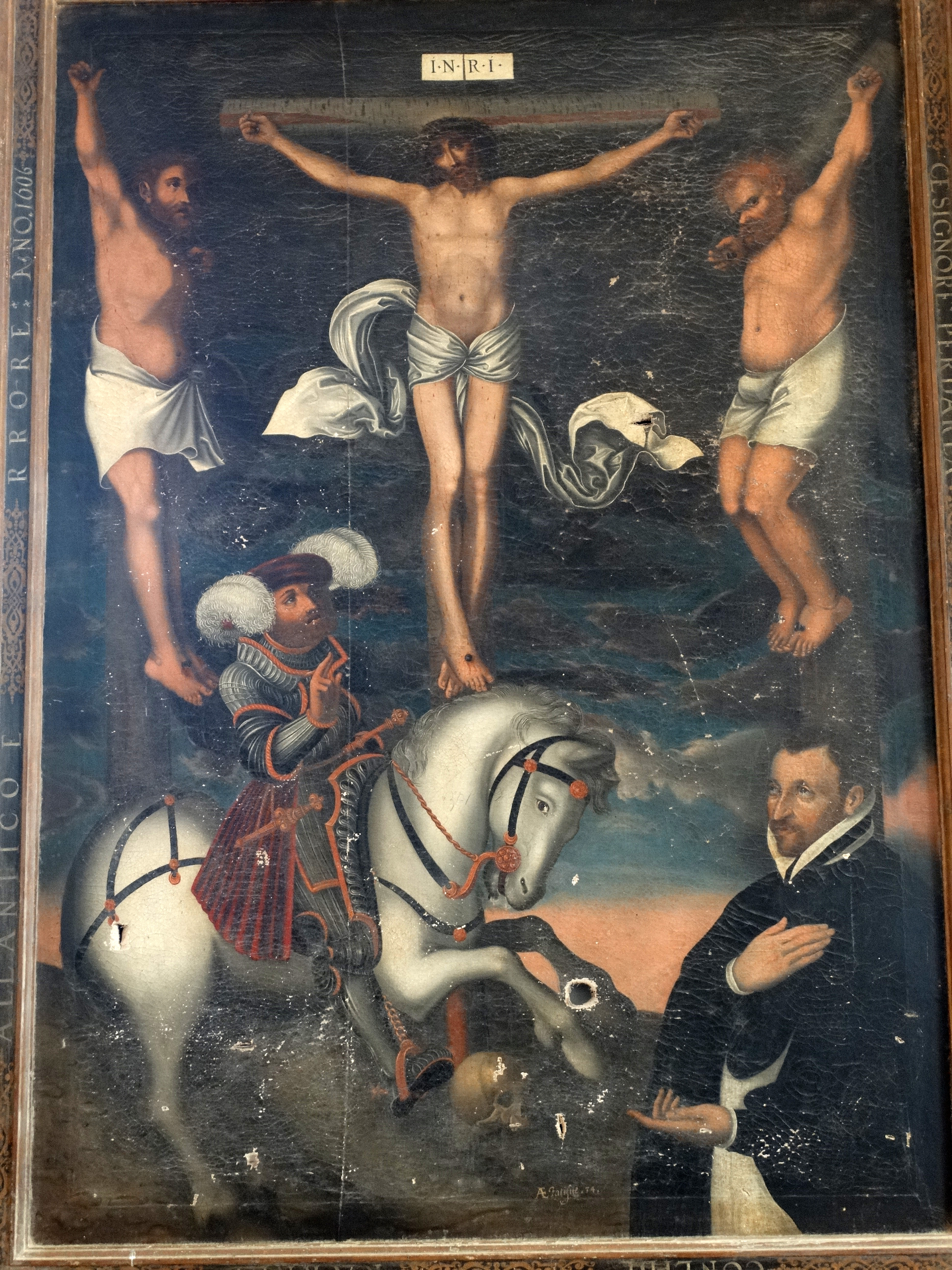
Còpia de La conversió de Longinos a la sagristia.

## Orgue musical

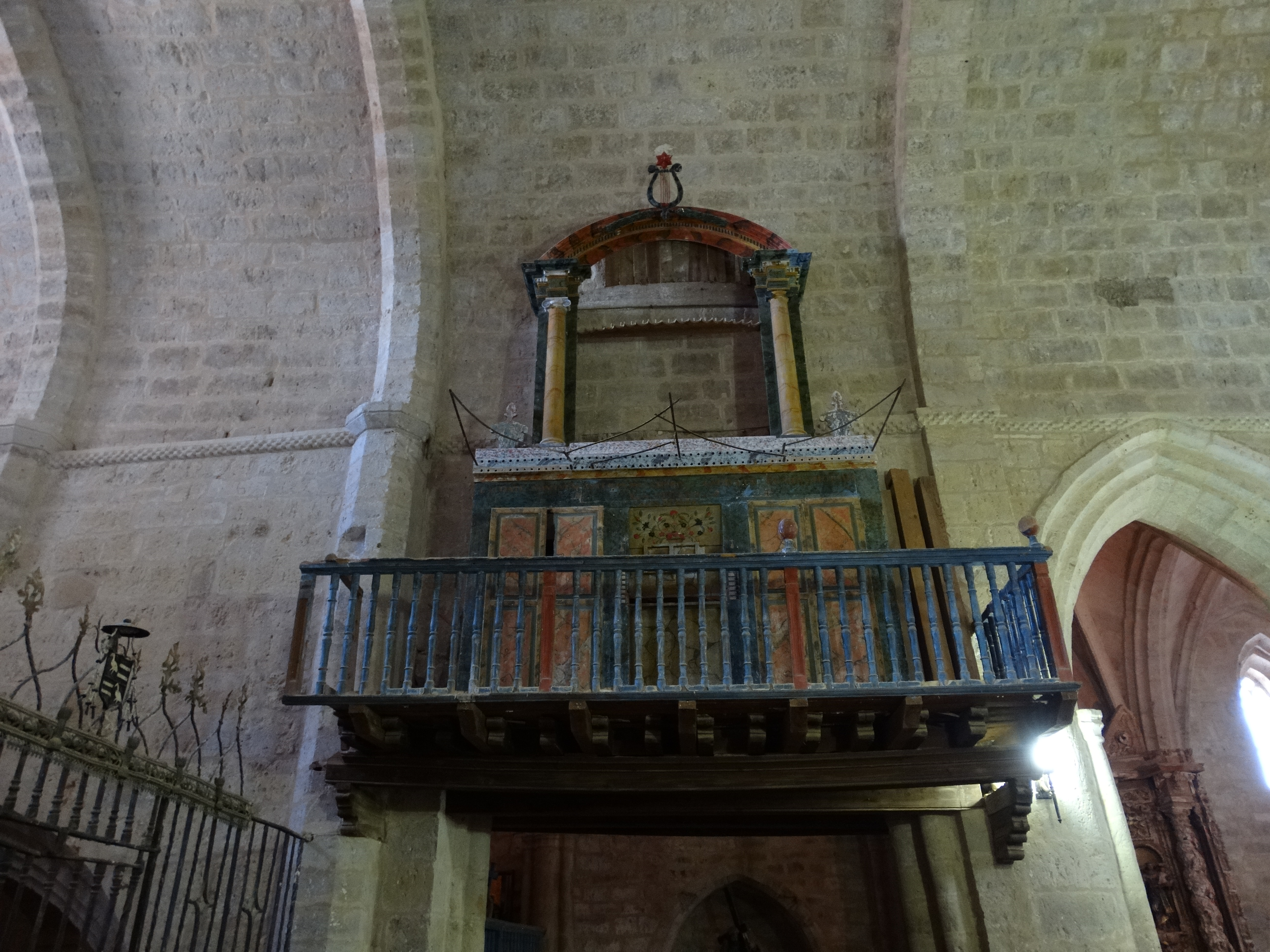
L'orgue a la seva tribuna de fusta

Hi ha un orgue, als peus del temple al costat de l'Evangeli, col·locat en una tribuna amb barana de fusta. Ha quedat aïllat i sense comunicació en desaparèixer l'antic cor alt però el 1983 es va poder fer un petit estudi accedint des del cor desaparegut. Ho va construir José Otorel el 1848 i el pintor Nicolás López ho va pintar el 1858.
És un orgue barroc de caixa neoclàssica, d'escola castellana, fet en fusta de pi per substituir un d'anterior del mestre Valentín Ballesteros de 1777. Al llibre de fàbrica de l'església va quedar constància dels 500 rals pagats «al mestre orguener de la ciutat de Palència D. José Otorel per la construcció del nou orgue que va executar per a aquesta església.» 19 20 
L'església té a més a més un cor baix als peus que es tanca amb una reixa gòtica de fins del segle xv al centre de la qual es veu l'escut de l'ardiaca Juan García de Ubaldes; amb una pica baptismal del segle xvi adornada amb òvuls i amb un senzill púlpit de ferro forjat.